# 8 de agosto
El 8 de agosto es el 220.º (ducentésimo vigésimo) día del año en el calendario gregoriano y el 221.º en los años bisiestos. Quedan 145 días para finalizar el año.

## Acontecimientos
- 685 a. C.: en Qianshi, 411 km al sursureste de Pekín (China) ―en el marco del período de primavera y otoño―, tras la muerte de Gongsun Wuzhi (el anterior duque del estado Qi), el duque Zhuang del estado Lu envía un ejército al Ducado de Qi para instalar a Gongzi Jiu (el príncipe exiliado de Qi) como nuevo duque de Qi, pero es derrotado en la batalla de Qianshi por el hermano de Jiu y pretendiente rival, el recién inaugurado duque Huan de Qi.[1]
- 519 a. C. (quizá el 2 de agosto): en la provincia de Henán, unos 500 km al sursuroeste de Pekín (China), un terremoto de magnitud 5,5 en la escala sismológica de Richter (intensidad VII) deja «algunos muertos».
- 449: en la ciudad de Éfeso (en la actual Turquía) comienza el Segundo concilio de Éfeso, que el emperador Teodosio II había convocado el 30 de marzo. Hasta el 22 de agosto, será presidido por Dióscoro (obispo de Alejandría). Este concilio será aceptado como válido por las Iglesias ortodoxas orientales pero rechazado por la Iglesia católica y la Iglesia ortodoxa. Fue explícitamente repudiado por el Concilio de Calcedonia de 451.
- 484: en Antioquía (Siria), las fuerzas del usurpador Leoncio y su mentor Illos son derrotados ante la ciudad por las tropas de Zenón y obligados a exiliarse.
- 870: cerca de la ciudad de Maastricht, 207 km al sursureste de Ámsterdam (Países Bajos), el rey Luis el Germánico y su medio hermano Carlos el Calvo firman el Tratado de Meerssen, por el que dividen la Francia Media (el reino de los francos en la época merovingia) en dos divisiones más grandes, una al este y otra al oeste.[2]
- 1220: en el castillo de Lihula, 114 km al suroeste de Talin (Estonia), las tribus estonias derrotan a los suecos en la batalla de Lihula.[3]
- 1235: en el mar Mediterráneo, el arzobispo de Tarragona, Guillem de Montgrí, conquista la isla de Ibiza para la Corona de Aragón.
- 1264: 29 km al nornoreste del puerto de Cádiz comienza la revuelta mudéjar (1264‑1266): las fuerzas rebeldes musulmanas toman el Alcázar de Jerez de la Frontera tras derrotar a la guarnición de la Corona de Castilla.
- 1303: el terremoto de Creta, con una magnitud de aproximadamente 8 Mw, golpea las áreas del mar Egeo y el mar Levantino, causando daños materiales y miles de víctimas.
- 1381: en Turín ―169 km al noroeste de Génova y 431 km al oeste de Venecia― la República de Génova y la Serenísima República de Venecia firman la Paz de Turín.
- 1503: en la abadía de Holyrood, en la ciudad de Edimburgo (Escocia), el rey Jacobo IV de Escocia se casa con Margarita Tudor, hija del rey Enrique VII de Inglaterra.
- 1509: en la ciudad de Chittoor, 2232 km al sur de Delhi, Krishnadeva Raya es coronado emperador del Imperio viyaianagara.
- 1576: en la isla de Hven, 23 km al nornoreste del puerto de Copenhague (Dinamarca), se coloca la primera piedra del observatorio Uraniborg del astrónomo danés Tycho Brahe (1546‑1601).
- 1585: John Davis ingresa al Cumberland Sound (una inmensa entrada de mar en el ártico canadiense) en busca del Paso del Noroeste ―que conecta el estrecho de Davis (en el océano Atlántico) y el estrecho de Bering (en el océano Pacífico)―.
- 1588: en el canal de la Mancha frente a la aldea de Gravelinas, 293 km al norte de París (Francia) ―en el marco de la guerra anglo-española (1585‑1604)― los ingleses vencen a la Armada Invencible (de España) en la batalla naval de Gravelinas. Esto pone fin al intento de los españoles de invadir Inglaterra. Las partes supervivientes de la Armada Española comienzan a navegar a casa, sólo 67 de los 130 barcos iniciales llegarán a España, y la mayoría de ellos en malas condiciones.
- 1647: 40 km al nornoroeste de Dublín (Irlanda) ―en el marco de las Guerras Confederadas Irlandesas y las Guerras de los Tres Reinos―¬ las fuerzas invasoras del Parlamento inglés derrotan a las fuerzas patriotas irlandesas en la batalla de la Colina de Dungan.
- 1648: Mehmed IV (1648‑1687) sucede a Ibrahim I (1640‑1648) como sultán otomano.
- 1709: en Lisboa (Portugal), el sacerdote Bartolomeu Lourenço de Gusmão (23) presenta ante el rey Juan V un modelo de globo aerostático, y demuestra el poder elevador del aire caliente.
- 1736: en Córdoba (España), los restos mortales de Fernando IV (1285‑1312) y Alfonso XI de Castilla (1311‑1350) son trasladados desde la Capilla Real de la Mezquita-Catedral de Córdoba hasta la Real Colegiata de San Hipólito (donde descansan actualmente).
- 1755: en Roma, el papa Benedicto XIV publica la encíclica Quam ex sublimi sobre la necesidad de vicarios apostólicos en las diócesis lejanas.
- 1756: en el estado de Pensilvania (colonia británica) ―en el curso de la guerra franco-india (1754‑1763)―, los colonos europeos destruyen el poblado amerindio de Kittanning durante la batalla de Kittanning.
- 1774: en la costa occidental de la actual Canadá, el español Juan Pérez (49), al mando de la fragata Santiago, de la Armada Española, descubre la isla de Quadra, hoy conocida como Vancouver.
- 1776: en Madrid, el rey Carlos III (60) crea mediante una real cédula el Virreinato del Río de la Plata (con capital en la villa de Buenos Aires), separando la región de las actuales Bolivia, Paraguay, Argentina y Uruguay del Virreinato del Perú (con capital en Lima).
- 1786: en la frontera entre Francia e Italia, el Monte Blanco es escalado por primera vez por los franceses Michel-Gabriel Paccard (29) y Jacques Balmat (24).
- 1794: cerca de la villa de Juneau (región de Alaska), Joseph Whidbey (1757‑1833) lidera una expedición para buscar el Paso del Noroeste.
- 1806: en el Reino de Nápoles se abole el feudalismo como institución jurídica.
- 1817: en la Isla de Margarita (frente a las costas de Venezuela), el general español Pablo Morillo junto con 2000 soldados realistas sitia Juan Griego.
- 1831: en Wapakoneta (estado de Ohio), 980 km al oeste de Nueva York, los 400 sobrevivientes civiles de la etnia shawnee firman con el Gobierno estadounidense el Tratado de Wapakoneta, por el que renuncian a sus tierras en la región de Ohio a cambio de tierras al oeste del río Misisipi.[4]
- 1844: en la aldea mormona de Nauvoo, 434 km al oestesuroeste de Chicago (estado de Illinois), el Cuórum de los Doce Apóstoles, encabezado por el líder mormón Brigham Young (1801‑1877), es reafirmado como el órgano líder de la Iglesia de Jesucristo de los Santos de los Últimos Días.
- 1848: después de una revuelta popular, la ciudad de Bolonia expulsa a los austríacos, que se retiran al norte del Po.
- 1849: en Chertosa, 4 km al oeste de Boloña (Italia), los invasores austríacos fusilan a los sacerdotes patriotas italianos Ugo Bassi (1800‑1848) y Giovanni Livraghi (1819‑1949).
- 1863: después de su derrota en la batalla de Gettysburg ―en el marco de la guerra civil estadounidense (1861‑1865)―, el general Robert E. Lee envía una carta de renuncia al presidente de los Estados Confederados (esclavistas sureños) Jefferson Davis, quien la rechaza inmediatamente.
- 1863: en Greeneville (estado de Tennessee) el gobernador militar Andrew Johnson, libera a sus esclavos personales a pesar de que estaban exentos de la Proclamación de emancipación, ahora conmemorada como el Día de la Emancipación en ese estado.[5]
- 1870: en la ciudad de Ploiești, 63 km al norte de Bucarest (Rumania), se declara la República de Ploiești, un fallido levantamiento radical-liberal contra el domnitor (‘príncipe’) Carol I de Rumania.
- 1876: en Nueva York, el inventor Thomas Edison (29) recibe una patente por su mimeógrafo.
- 1877: desde el jardín de la cervecería Nusle, en la margen derecha del río Botič, en la ciudad de Praga (Chequia), el maestro de danza Josef Vydra despega en un globo aerostático. Se convierte así en el primer piloto checo.
- 1888: en Segueneiti, 61 km al sureste de Asmara (en la montañosa Eritrea, país colonizado por Italia), varios miles de guerreros abisinios, vencen al ejército italiano y matan a todos sus oficiales, entre ellos a su general, Tullio Cornacchia, en la masacre de Saganeiti.

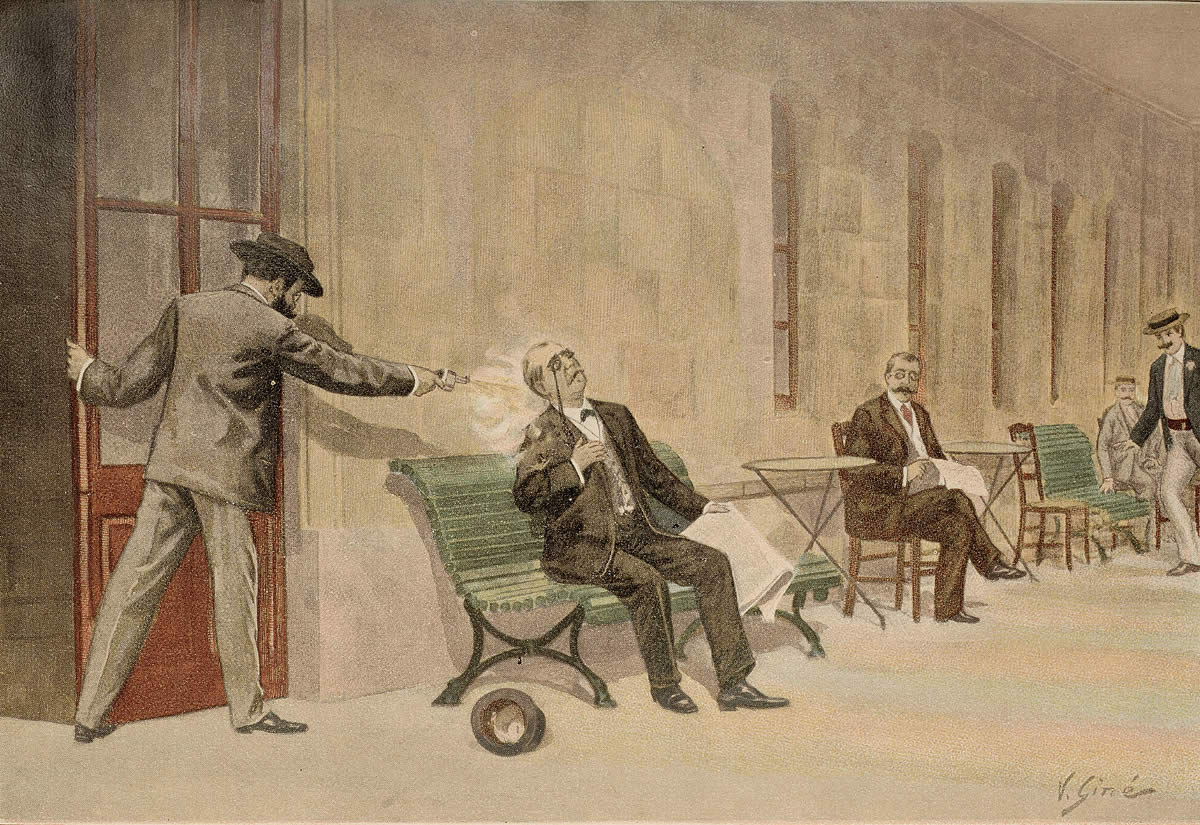
En Guipúzcoa, Michele Angiolillo (1871‑1897) asesina al primer ministro Antonio Cánovas del Castillo (1828‑1897).

- 1897: en el balneario de santa Águeda, ubicado en la villa vasca de Mondragón, a 391 km al norte de Madrid (España), el periodista y anarquista italiano Michele Angiolillo (26) asesina al primer ministro Antonio Cánovas del Castillo (69) como venganza porque este, en el pasado, había ordenado la tortura seguida de muerte de varios criminales anarquistas. Dos semanas después, el 20 de agosto, Angiolillo será ejecutado mediante garrote vil (un perno que se introducía en la nuca).[6]
- 1899: en Puerto Rico (colonia de España), el poderoso huracán San Ciriaco azota la isla y causa 3369 muertes.
- 1900: en París (Francia), durante el Congreso Internacional de Matemáticos, el alemán David Hilbert (1862‑1943) presenta los primeros 10 de sus 23 «problemas de Hilbert».
- 1903: en el estadio Baker Bowl de la ciudad de Filadelfia (estado de Massachusetts) se derrumba la tribuna durante un juego de béisbol (Sábado Negro), matando a 12 personas e hiriendo a 232.[7]
- 1908: en un hipódromo de la ciudad de Le Mans, 209 km al suroeste de París (Francia), el piloto estadounidense Wilbur Wright realiza su primer vuelo. Es el primer vuelo público de los hermanos Wright.
- 1914: Puerto de Plymouth, Inglaterra: La Endurance, de la expedición Imperial Transantártica ―que aspiraba a ser la primera en atravesar por tierra todo el continente antártico (Roald Amundsen había llegado al polo sur en 1911)― dirigida por el irlandés Ernest Shackleton (40) emprende el viaje hacia el continente antártico pero no lo logra porque el 21 de noviembre de 1915 el buque se hunde atrapado por los hielos del mar de Weddell.[8]
- 1915: en el estrecho de los Dardanelos ―en el marco de la Primera Guerra Mundial (1914‑1918)―, el submarino británico HMS E11 hunde al acorazado turco Barbaros Hayreddin ―que hasta 1910 era el acorazado alemán SMS Kurfürst Friedrich Wilhelm―, con la pérdida de 253 vidas.
- 1916: 633 al nornoreste de Nueva York (Estados Unidos) se inaugura oficialmente el funicular de las cataratas del Niágara, construido por el ingeniero español Leonardo Torres Quevedo.
- 1917: en la ciudad de Pula (Croacia, en esa época colonizada por el Imperio austrohúngaro) ―en el marco de la Primera Guerra Mundial (1914‑1918)―, un equipo de 28 aviones bombarderos del Servicio de la Fuerza Aérea italiana realiza un bombardeo sobre la población civil, pero ―debido probablemente a su inoperancia― no provocan ninguna víctima. En esta ocasión, el poeta y soldado fascista Gabriele D'Annunzio (1863‑1938) utiliza por primera vez la expresión «¡Eia eia, alalà!» (en remplazo del inglés «¡hip hip hurra!») como signo de júbilo por la hazaña realizada.
- 1918: en Amiens, 145 km al norte de París (Francia) ―en el marco de la Primera Guerra Mundial (1914‑1918)― los aliados vencen a los invasores alemanes en la batalla de Amiens. Esto inicia una serie de victorias aliadas casi continuas (Ofensiva de los Cien Días) con un avance a través de las líneas del frente alemanas.
- 1918: en la ciudad de Córdoba (Argentina) se funda el club deportivo Instituto Atlético Central Córdoba.
- 1919: en Rawalpindi, 16 km al sur de Islamabad (que desde 1966 es la capital de Pakistán) y 472 km al este de Kabul (capital de Afganistán) representantes del Emirato de Afganistán y del Reino Unido firman el Tratado anglo-afgano de 1919, que pone fin a la tercera guerra anglo-afgana (6 de mayo a 8 de agosto de 1919). Los británicos consiguen que los afganos confirmen la Línea Durand como frontera con la India británica. A cambio, el Reino Unido ya no está obligado a subvencionar al Gobierno afgano (una especie de soborno mediante el cual Afganistán se comprometía a no comerciar con nadie más que los británicos).[9]
- 1919: en la actual Bielorrusia (perteneciente a Rusia desde 1793) el ejército polaco ―enviado por la Segunda República Polaca (1918‑1939)― ocupa la capital, Minsk. Esta guerra polaco-soviética (1919‑1921) finalizará con la Paz de Riga (18 de marzo de 1921), en que Bielorrusia se independizará y formará la República Socialista Soviética de Bielorrusia.
- 1929: desde la base aérea y naval de Lakehurst, 129 km al sur de Nueva York, el dirigible alemán Graf Zeppelin inicia un vuelo alrededor del mundo. Hará su primera escala en la ciudad de Friedrichshafen (Alemania) y alcanzará Tokio (Japón), donde hizo escala. Finalmente el 29 de agosto retornará a Lakehurst, su punto de partida, tras 21 días, durante los cuales recorrió 34 600 km.
- 1938: 167 km al oeste de Viena (Austria), los alemanes (nazis) inauguran el campo de concentración de Mauthausen-Gusen.
- 1940: en Berlín, por orden de Adolf Hitler ―en el marco de la Segunda Guerra Mundial (1939‑1945)― el militar y criminal de guerra nazi Wilhelm Keitel (57) firma la directiva Aufbau Ost (‘reconstrucción en el este’). En ella se establece que, debido a la amenaza de un ataque aéreo británico sobre el oeste de Alemania, era necesario utilizar los territorios orientales para el reclutamiento y la preparación de las nuevas unidades (armas, tanques, municiones) para la guerra.
- 1942: en Bombay (India) se lanza el movimiento Quit India (‘abandonen la India’) contra el Gobierno invasor británico en respuesta al llamado del pacifista Majatma Gandhi (72) y de su discípulo, el político Jawaharlal Nehru (52), a favor de la independencia de la nación.
- 1942: en Washington (Estados Unidos) ―en el marco de la Segunda Guerra Mundial (1939‑1945)―, el gobierno de Franklin D. Roosevelt ejecuta a seis estadounidenses nazis aspirantes a saboteadores. Otros dos nazis estadounidenses que habían colaborado con Alemania son condenados a cadena perpetua.
- 1945: en Londres (Reino Unido), la Unión Soviética firma con el Reino Unido, Francia y los Estados Unidos el Estatuto de Londres del Tribunal Militar Internacional, que establece las leyes y procedimientos para celebrar los Juicios de Núremberg (en los que serán juzgados los criminales de guerra de Alemania).[10]
- 1945: dos meses después del 8 de mayo, en que Alemania se rindió a la Unión Soviética ―en el marco de la Segunda Guerra Mundial (1939‑1945)― la Unión Soviética le declara la guerra al Japón e invade Manchuria (que había sido invadida y arrasada por los japoneses) con más de un millón de soldados, para devolvérsela a China. Esta acción impulsa al emperador Hirohito a implorar al Consejo de Guerra que reconsidere la rendición, teniendo en cuenta el atentado terrorista atómico estadounidense contra la población civil de Hiroshima (6 de agosto de 1945). Al día siguiente, Estados Unidos perpetrará el atentado terrorista atómico contra la población civil de Nagasaki (9 de agosto de 1945).[10]
- 1945: en la ONU (Organización de las Naciones Unidas), en Nueva York, el representante estadounidense ratifica la Carta de las Naciones Unidas. Así, Estados Unidos se convierte en la primera nación en unirse a la nueva organización internacional.
- 1946: en la fábrica de aviones Convair en la ciudad de Fort Worth (estado de Texas) se realiza el primer vuelo del bombardero Convair B‑36 con capacidad para lanzar bombas atómicas. Es el avión con motor de pistón más pesado producido en serie en ese momento. En 1955 será remplazado por el Boeing B‑52.
- 1949: Bután se independiza de la India (que en 1947 se había independizado del Imperio británico).

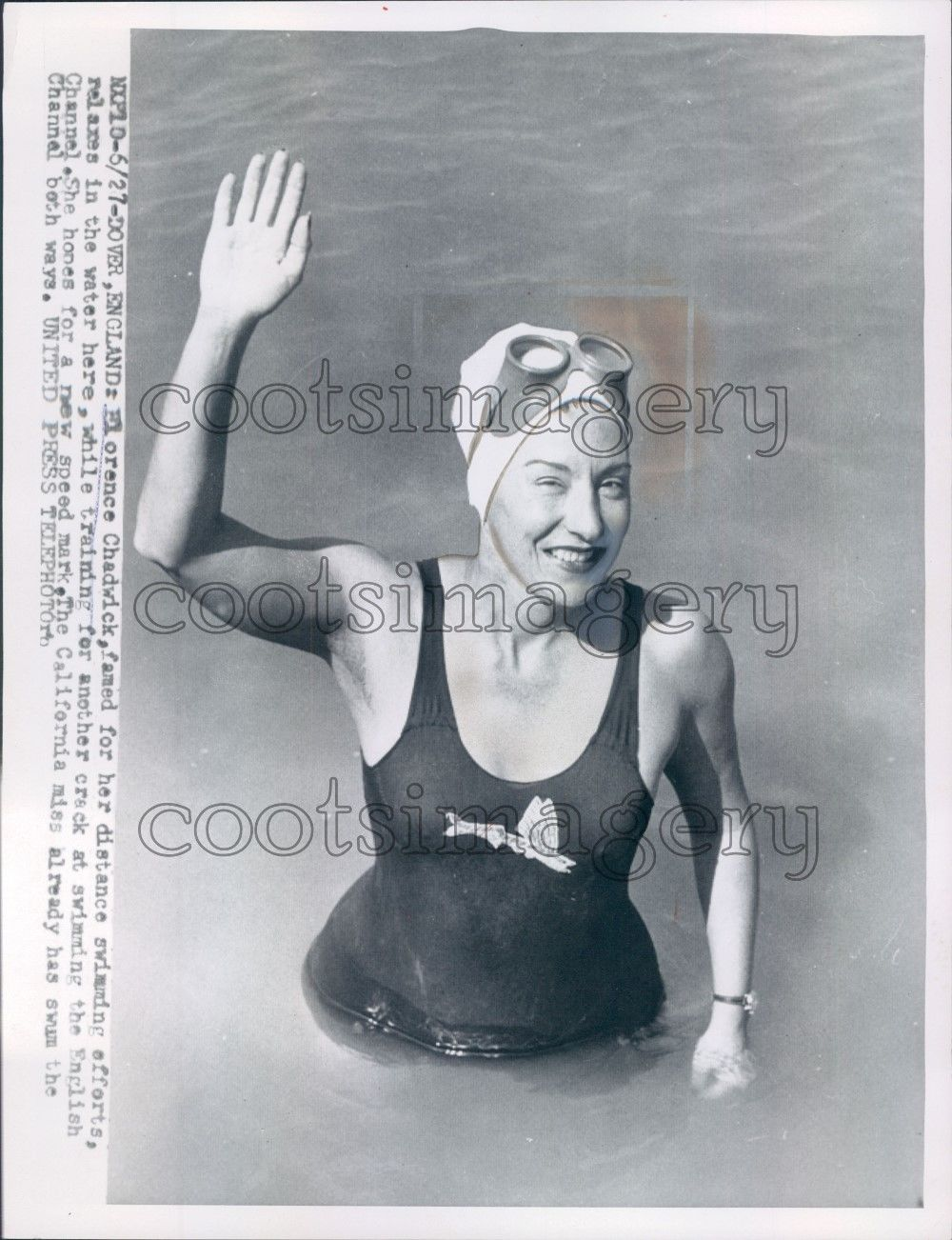
Florence Chadwick (31) atraviesa el Canal de la Mancha.

- 1950: en Dover (Reino Unido), Florence Chadwick (1918‑1995) atraviesa el Canal de la Mancha desde Francia hasta Inglaterra en 13:23 h, lo que rompe en más de una hora el récord mundial de 1926, establecido por otra estadounidense, Gertrude Ederle (1905‑2003). Chadwick también será la primera mujer que cruzó a nado hasta la isla Santa Catalina (35 km al suroeste de Los Ángeles), el estrecho de Gibraltar, el estrecho del Bósforo y el estrecho de Dardanelos.
- 1952: en Caracas (Venezuela), el equipo de béisbol Cervecería Caracas cambia su nombre a Leones del Caracas, uno de los más conocidos y laureados de este deporte en el país.
- 1956: 65 km al sur de Bruselas (Bélgica) sucede el desastre minero de Marcinelle. Mueren 262 mineros de 12 nacionalidades diferentes, la mayoría de los cuales (136) son inmigrantes italianos. Es uno de los mayores accidentes mineros de la historia belga.[11]
- 1956: en la aldea de Kralice nad Oslavou, 185 km al sureste de Praga (Checoslovaquia), un estudiante de escuela primaria de once años, Zbyněk Jašek, encuentra la primera carta que se imprimió en la Imprenta de los Hermanos de Ivančice-Kralice. La arqueóloga checa Vlasta Fialová (1896‑1972) confirma la ubicación de la Imprenta de los Hermanos, que fue una editorial fundada en 1562 por el obispo Jan Blahoslav en Ivančice (Moravia), que en 1578 se trasladó a Kralice nad Oslavou, y en la que la iglesia imprimía sus propios escritos.
- 1961: se publica el primer número de la revista Fantastic Four, donde se presenta el primer equipo de superhéroes, Los Cuatro Fantásticos, creado por Stan Lee y Jack Kirby.
- 1963: en un cruce ferroviario a 70 km al nornoroeste de Londres (Reino Unido), una banda de 15 ladrones realizan el asalto al tren postal de Glasgow-Londres, y se llevan un botín de más de 2,6 millones de libras esterlinas (47,6 millones en 2025),[12] en lo que se conocería como «el robo del siglo».
- 1963: en Highfield, un suburbio a 11 km al suroeste del centro de la ciudad de Salisbury (Rodesia del Sur) se forma la ZANU (Unión Nacional Africana de Zimbabue) ―el actual partido socialista antirracista que gobierna Zimbabue―, como resultado de una escisión del partido Unión del Pueblo Africano de Zimbabue.
- 1967: en Bangkok (Indonesia), representantes de Indonesia, Malasia, Filipinas, Singapur y Tailandia fundan la ASEAN (Asociación de Naciones del Sureste Asiático).
- 1967: en Asunción (Paraguay) se funda el diario ABC Color, que será perseguido y clausurado durante la dictadura proestadounidense del general Alfredo Stroessner.
- 1969: a las 11:35, en un paso de cebra de Londres, el fotógrafo Iain Macmillan (1938‑2006) pasa 10 minutos montado sobre una escalera para tomar seis fotografías de los miembros de la banda británica The Beatles ―George Harrison, Paul McCartney, Ringo Starr y John Lennon― cruzando la calle (mientras un policía de tránsito paraba el tráfico). McCartney analizará las seis fotos con una lupa hasta decidir que la quinta sería la icónica fotografía que se convertirá en la imagen de portada del álbum Abbey Road.
- 1973: en Tokio (Japón), al final de una conferencia de surcoreanos en contra de la dictadura del surcoreano proestadounidense Park Chung‑Hee, la KCIA (Agencia Central de Inteligencia Surcoreana) secuestra a Kim Dae-jung, un político surcoreano y más tarde presidente de Corea del Sur, y lo transporta maniatado en una lancha hacia Corea del Sur. La orden del dictador Park Chung-hee de asesinarlo al arrojarlo al mar dentro de una bolsa fue desbaratada por la Guardia Costera del Japón, que persiguió a los surcoreanos hasta aguas internacionales, a 120 km de Busan (Corea del Sur).
- 1974: en los Estados Unidos, el presidente Richard Nixon anuncia públicamente por televisión su renuncia como resultado del escándalo de corrupción Watergate. Hará efectiva su renuncia al mediodía del día siguiente.
- 1983: en la ciudad de Guatemala, el general Óscar Humberto Mejía Víctores perpetra un golpe de Estado para derrocar al dictador Efraín Ríos Montt.
- 1987: en Indianápolis (Estados Unidos) se inauguran los X Juegos Panamericanos.
- 1988: en Rangún (Myanmar) comienza el Levantamiento 8888 (8-8-88). Liderados por estudiantes, cientos de miles de personas se unen a las protestas nacionales contra el régimen socialista de partido único. El 18 de septiembre, las manifestaciones culminarán en una violenta represión militar.
- 1989: en cabo Cañaveral (estado de Florida) el transbordador espacial Columbia despega en una misión militar secreta de cinco días (STS‑28).
- 1990: Irak ocupa Kuwait y el estado es anexado a Irak. Esto conducirá poco después a la invasión estadounidense (guerra del Golfo).
- 1991: en Varsovia (Polonia) se derrumba la torre de radio de Varsovia, la estructura más alta construida hasta enero de 2009 (en que el edificio Burj Khalifa alcanzó su altura máxima, 828 metros). El coordinador de la construcción y el capataz de la empresa Mostostal fueron condenados a la pena de dos años y medio de prisión, cada uno.
- 1991: en Durrës (Albania) parte el barco Vlora con aproximadamente 20 000 emigrantes a bordo. Después de dos días de navegación llegará al puerto de Bari (Italia), 220 km al oeste.
- 1992: en el Estadio Olímpico Lluís Companys, en Montjuic (provincia de Barcelona), la selección de fútbol de España gana sus primeros Juegos Olímpicos en la modalidad de fútbol al derrotar a la selección de fútbol de Polonia por 3 a 2.
- 1993: en la isla de Guam, a 2080 km al este de las islas Filipinas, un terremoto de 7,8 Mw  sacude la isla con una intensidad de Mercalli máxima de IX («violento»), causando alrededor de 250 millones de dólares en daños e hiriendo a 71 personas.
- 1993: en Praga (República Checa), una unidad de fuerzas especiales arresta al criminal e influenciador Jiří Kajínek (32), buscado por haber asesinado el 30 de mayo a dos personas; será condenado a cadena perpetua pero amnistiado por Miloš Zeman (presidente de la República Checa entre 2013 y 2023).
- 1998: en la ciudad afgana de Mazar-e Sarif (de medio millón de habitantes), los talibanes ingresan al consulado iraní y matan diez diplomáticos iraníes y al periodista iraní Mahmoud Saremi (1968‑1998). Desde el año siguiente, en Irán se celebra el Día del Periodista, y en Teherán existe el bulevar Saremi en su honor.
- 2000: en Santiago (Chile), la Corte Suprema de Justicia retira la inmunidad diplomática y el cargo de «senador vitalicio» al exdictador Augusto Pinochet.
- 2000: 14 km al sureste de la costa de la ciudad de Charleston (estado de Carolina del Sur), el submarino confederado (esclavista del sur) CSS Hunley ―que hundió al buque estadounidense Housatonic el 17 de febrero de 1864― es reflotado tras 136 años en el fondo marino, y tras 30 años de su descubrimiento por el explorador submarino E. Lee Spence (n. 1947).
- 2001: Estados Unidos lanza la sonda Génesis con la misión de estudiar el viento solar.
- 2001: cerca de Tetovo, 43 km al oeste de Skopie (Macedonia del Norte), rebeldes albaneses ―que ingresaron 95 km desde la frontera entre Macedonia y Albania― emboscan a un convoy del Ejército de Macedonia del Norte y asesinan a 10 soldados.[13]
- 2002: el atleta checo Roman Šebrle se convierte en campeón de Europa en decatlón.
- 2004: en el antiguo puente de hierro de la calle Kinzie, en el centro de la ciudad de Chicago, un conductor tejano llamado Stefan Wohl (42) ―chofer del autobús de gira perteneciente a la Dave Matthews Band― vacía su tanque de desechos humanos para que cayeran al río Chicago. En ese momento pasaba por debajo un barco con cien turistas, que fueron empapados con 400 litros de excremento y orina. Wohl fue sentenciado a 150 horas de servicio comunitario y una multa de 10 000 dólares (que se entregaron a la asociación Amigos del Río Chicago).[14]
- 2007: en los distritos de Brooklyn y de Staten Island (en la ciudad de Nueva York) toca tierra un tornado EF2, el más poderoso en esa ciudad hasta la fecha y el primer tornado desde 1889.
- 2007: desde cabo Cañaveral (estado de Florida) despega el transbordador espacial Endeavour en la misión STS‑118 hacia la Estación Espacial Internacional.[15]
- 2008: en Pekín (República Popular China) se inauguran los Juegos Olímpicos de Pekín 2008, que se celebrarán hasta el 24 de agosto.[16]
- 2008: en Tsjinvali (capital de la República de Osetia del Sur, recientemente creada y apoyada por Rusia) sucede el segundo día de la invasión de las tropas invasoras georgianas (batalla de Tsjinvali, que iniciará la segunda guerra de Osetia del Sur (1 a 16 de agosto).
- 2008: cerca de la estación de trenes de Stúdenka, 325 km al este de Praga (República Checa), un tren expreso EuroCity 108 Comenius con 400 pasajeros, en ruta desde Cracovia (Polonia) hasta Praga, choca contra un trozo de un puente de autopista que había caído sobre las vías del tren y descarrila, dejando 8 muertos y 95 heridos.
- 2009: sobre el río Hudson, 950 metros al oeste de la costa de Manhattan (Nueva York), colisionan un helicóptero Eurocopter AS350 Ecureuil y una avioneta Piper PA‑32R. Mueren 9 personas.[17]
- 2010: 1693 km al suroeste de Pekín (China), la comarca de Zhouqu (en la provincia de Gansu) es sepultada en lodo y roca tras la caída de varios aludes, con un balance de 1471 fallecidos.[18]
- 2013: en la ciudad de Quetta (Pakistán) un terrorista musulmán perpetra un ataque suicida con bomba en un funeral. Mata al menos a 31 personas musulmanas.
- 2015: en el suburbio de Harris, 15 km al norte de Houston (estado de Texas), un tal David Conley the Third (48) secuestra a su exesposa ―Valerie Jackson (40), quien se había vuelto a casar y había tenido varios hijos― con toda su familia. Obliga a su exesposa a ver cómo asesina de un tiro en la nuca
  - primero al esposo, Dwayne Jackson (50), después a
  - Nathaniel Conley (13), que era el propio hijo del asesino David Conley III
  - Honesty Jackson (11)
  - Dwayne Jackson, Jr. (10)
  - Caleb Jackson (9)
  - Trinity Jackson (7)
  - Jonah Jackson (6), y finalmente la mató a su esposa. Fue capturado por la policía y condenado a cadena perpetua.
- 2016: en la entrada de emergencias del Hospital Civil de la ciudad de Qüetta (Pakistán) un terrorista de la banda Estado Islámico se suicida haciendo estallar 8 kg de explosivos. El atentado deja 94 muertos y 130 heridos.
- 2017: en el Estadio Olímpico de Londres (Reino Unido), la lanzadora de jabalina Bárbora Špotáková gana una medalla de oro en el Campeonato Mundial de Atletismo. En la segunda serie, la bicampeona olímpica lanzó 66.76 metros.
- 2018: en la Argentina gobernada por el empresario de derechas Mauricio Macri, el Senado rechaza el proyecto de despenalización del aborto por 38 votos contra 31.
- 2019: en una plataforma marítima que forma parte del Campo de Pruebas de la Armada Central Estatal, cerca del puerto de Nyonoksa, en la costa del mar Blanco, a 93 km al oeste de la ciudad de Arjánguelsk (en el extremo norte de Rusia) sucede un accidente explosivo de radiación, que mata a cinco operarios de la base militar.[19]
- 2020: en la pequeña ciudad de Bohumín, cerca de la frontera con Polonia y 353 km al este de Praga (República Checa), se incendia un apartamento en la planta 11 de un edificio. Mueren 11 personas (6 de ellas, quemadas, y 5 tras saltar por la ventana de un apartamento en llamas).
- 2021: en el Estadio Olímpico de Tokio (Japón) se celebra la ceremonia de clausura de los Juegos Olímpicos de Tokio 2021, pospuesta de 2020 a 2021 debido a la pandemia de covid‑19.
- 2022: en la ciudad de Palm Beach, 113 km al norte de Miami, el FBI (Buró Federal de Investigaciones) ejecuta una orden de allanamiento en Mar-a-Lago, la residencia personal del expresidente Donald Trump ―quien en ese momento se encontraba en Nueva York y se enteró horas más tarde del allanamiento―, y secuestran 12 cajas de documentos clasificados que Trump no había devuelto a la Casa Blanca.[20][21]
- 2023: en la isla de Maui (islas Hawái) estallan incendios forestales, en los que hasta el 16 de agosto morirán al menos 103 personas y se quemarán 70 km² de tierra.[22]
- 2024: en Daca (Bangladés), el premio nobel de la paz Muhammad Yunus (84) ―fundador del Banco Grameen, una institución microfinanciera de desarrollo comunitario― presta juramento como «asesor principal» para formar un gobierno interino en esa nación.[23]
- 2025: en Córdoba (España), se produce un incendio en la Mezquita-Catedral, que provoca un derrumbe del techo y daños en algunas obras de arte. [24]

## Nacimientos
- 422: Casper, político y aristócrata maya (f. 487), gobernante de la ciudad maya de Palenque (México).
- 1079: Horikawa, emperador japonés (f. 1107).
- 1170: Domingo de Guzmán, famosamente conocido como Santo Domingo, religioso español (f. 1221), fundador de los dominicos; fue canonizado en 1234 por el papa Gregorio IX.
- 1306: Rodolfo II, duque de Baviera (f. 1353).
- 1492: Matteo Tafuri, alquimista italiano (f. 1582).
- 1518: Conrad Lycosthenes, erudito y escritor franco-alemán (f. 1561).[25]
- 1558: George Clifford, aristócrata («3.º conde de Cumberland») inglés (f. 1605).
- 1605: Cecilius Calvert, aristócrata («2.º barón de Baltimore»), abogado y político inglés, gobernador de Terranova (f. 1675).
- 1640: Amalia Catharina, poeta y compositora alemana (f. 1697).
- 1646: Godfrey Kneller, pintor alemán expatriado en Inglaterra (f. 1723), trabajó como retratista de la corte para varios reyes ingleses.
- 1673: John Ker, espía británico-escocés (f. 1726).
- 1693: Laurent Belissen, compositor francés (f. 1762).
- 1694: Francis Hutcheson, filósofo, economista y académico irlandés (f. 1746).
- 1706: Johan Augustin Mannerheim, aristócrata y líder militar sueco (f. 1778).[26]
- 1709: Hermann Anton Gelinek, monje y violinista germano-italiano (f. 1779).
- 1720: Carl Fredrik Pechlin, general y político sueco (f. 1796).
- 1730: Domingo de Bonechea, navegante y explorador español (f. 1775).
- 1754: Hipólito Ruiz López, botánico español (f. 1816).
- 1758: Friedrich Georg Weitsch, pintor alemán (f. 1828).
- 1763: Charles Bulfinch, arquitecto estadounidense (f. 1844).
- 1790: Ferenc Kölcsey, poeta, crítico y político húngaro (f. 1838).
- 1807: Emilie Flygare-Carlén, escritora sueca (f. 1892).
- 1814: Esther Hobart Morris, sufragista y jueza estadounidense (f. 1902).[27]
- 1822: George Stoneman, Jr., oficial de caballería del ejército de los Estados Unidos (f. 1894).
- 1839: Nelson A. Miles, general estadounidense (f. 1925).
- 1851: George Turner, político australiano (f. 1916), 18.º primer ministro de Victoria.
- 1856: Thomas Anstey Guthrie, periodista y escritor británico-inglés (f. 1934).
- 1857: Cécile Chaminade, pianista y compositora francesa (f. 1944).
- 1863: Jean Leon Gerome Ferris, pintor estadounidense (f. 1930).[28]
- 1866: Matthew Henson, explorador afroestadounidense (f. 1955).
- 1874: Albert Stanley, aristócrata («1.º barón Ashfield»), empresario y político británico-inglés (f. 1948), presidente de la Junta de Comercio.
- 1875: Artur Bernardes, político brasileño (f. 1955), 12.º presidente de Brasil entre 1922 y 1926.
- 1879: Emiliano Zapata, revolucionario mexicano (f. 1919).
- 1876: Varghese Payyappilly, sacerdote católico indio (f. 1929) que en 1927 fundó la congregación Sisters of the Destitute (Hermanas de los Desamparados), congregación religiosa católica femenina de rito siro-malabar de derecho pontificio (o sea, aceptadas por el Vaticano).
- 1879: Dr. Bob (Robert Holbrook Smith), médico evangélico estadounidense (f. 1950), cofundador de Alcohólicos Anónimos junto al corredor de bolsa Bill W. (1895‑1971).
- 1879: Emiliano Zapata, general y político revolucionario mexicano (f. 1919).
- 1880: Emilio Madero, militar mexicano (f. 1962).
- 1880: Earle Page, abogado, académico y político australiano (f. 1961), 11.º primer ministro de Australia.[29][30]
- 1881: Albert Kesselring, mariscal de campo alemán (f. 1960).
- 1881: Ewald von Kleist, mariscal de campo alemán (f. 1954).
- 1882: Ladislas Starevich, animador, guionista y director de fotografía ruso-francés (f. 1965).
- 1884: Sara Teasdale, poeta y educadora estadounidense (f. 1933).
- 1889: Hans Egede Budtz, actor danés (f. 1968).
- 1889: Jack Ryder, jugador australiano de críquet (f. 1977).
- 1891: Adolf Busch, violinista y compositor alemán (f. 1952).
- 1894: Emiliano R. Fernández, músico y poeta paraguayo (f. 1949).
- 1895: Justo Pérez de Urbel, clérigo e historiador español (f. 1979).
- 1896: Marjorie Kinnan Rawlings, escritora y académica estadounidense (f. 1953).[31]
- 1898: Paul Belmondo, escultor francés (f. 1982), padre del actor Jean-Paul Belmondo.
- 1898: Marguerite Bise, chef francesa (f. 1965).
- 1900: Robert Siodmak, cineasta alemán (f. 1973).
- 1900: Victor Young, compositor, director de orquesta y violinista estadounidense (f. 1956).
- 1901: Nina Berbérova, escritora rusa (f. 1993).
- 1901: Ernest Lawrence, físico y académico estadounidense, premio nobel de física en 1939 (f. 1958).

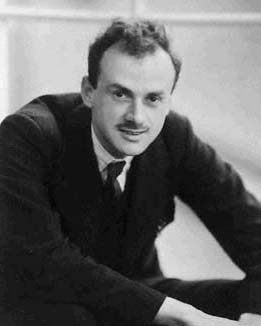
Paul Dirac.

- 1902: Paul Dirac, físico y académico británico, premio nobel de física en 1933 (f. 1984).
- 1904: Ciriaco Errasti, futbolista español (f. 1984).
- 1904: Achille Varzi, piloto de automovilismo italiano (f. 1948).
- 1905: André Jolivet, compositor francés (f. 1974).
- 1905: Fernando López Arias, político mexicano (f. 1978).
- 1906: Walter Pintos Risso, arquitecto uruguayo (f. 2003).
- 1907: Benny Carter, saxofonista, trompetista y compositor estadounidense (f. 2003).
- 1907: Jimmy Steele, militante independentista y editor irlandés (f. 1970), uno de los hombres más destacados del IRA (Ejército Republicano Irlandés) en Belfast después de la guerra civil irlandesa (1922‑1923).[32]
- 1908: Ciriaco Duarte, anarcosindicalista paraguayo (f. 1996).
- 1908: Arthur Goldberg, jurista y político estadounidense (f. 1990), 6.º embajador de los Estados Unidos ante las Naciones Unidas.
- 1909: Charles Lyttelton, aristócrata («10.º vizconde Cobham»), jugador de críquet y político británico-inglés, 9.º gobernador general de Nueva Zelanda (f. 1977).
- 1909: René Mugica, actor y cineasta argentino (f. 1998).
- 1909: Jack Renshaw, político australiano (f. 1987), 31.º primer ministro de Nueva Gales del Sur.
- 1909: Bill Voce, jugador de críquet y entrenador británico-inglés (f. 1984).
- 1910: Liudas Jakavičius, músico y empresario teatral lituano (f. 1998).
- 1910: Jimmy Murphy, futbolista y entrenador británico-galés (f. 1989).
- 1910: Sylvia Sidney, actriz estadounidense (f. 1999).
- 1911: Rosetta LeNoire, actriz estadounidense (f. 2002).

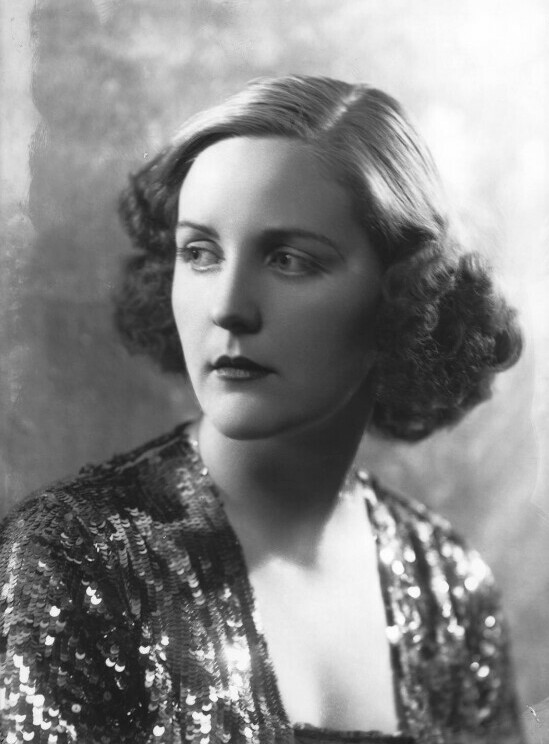
Unity Mitford.

- 1914: Unity Mitford, aristócrata pronazi británica (f. 1948).
- 1914: Román Viñoly Barreto, cineasta uruguayo (f. 1970).
- 1915: Jumbo Elliott, corredor y entrenador estadounidense (f. 1981).
- 1915: María Rostworowski, historiadora e investigadora peruana (f. 2016).
- 1917: Earl Cameron, actor británico (f. 2020).
- 1919: Dino De Laurentiis, productor de cine, actor y empresario italiano (f. 2010).
- 1919: Óscar Hurtado, escritor cubano, considerado el padre de la ciencia ficción cubana (f. 1977).
- 1919: John David Wilson, animador y productor británico-inglés (f. 2013).
- 1920: Leo Chiosso, compositor y productor italiano (f. 2006).
- 1920: Domingo Santa María Santa Cruz, ingeniero chileno (f. 2006).
- 1920: Jimmy Witherspoon, cantante estadounidense de jump blues (f. 1997).
- 1921: William Asher, director, productor de cine y guionista estadounidense (f. 2012).
- 1921: Webb Pierce, cantautor y guitarrista estadounidense (f. 1991).
- 1921: Esther Williams, nadadora y actriz estadounidense (f. 2013).
- 1922: Rory Calhoun, actor estadounidense (f. 1999).
- 1922: José María Fonollosa, poeta español (f. 1991).
- 1922: Rudi Gernreich, diseñador de moda y activista gay austríaco (f. 1985), expatriado en Estados Unidos; creó el monokini.
- 1922: Alberto Granado, escritor argentino expatriado en Cuba (f. 2011), amigo del Che Guevara, viajaron juntos a través de Latinoamérica.
- 1922: Gertrude Himmelfarb, historiadora, escritora y académica estadounidense (f. 2019).
- 1922: Károly Reich, ilustrador húngaro (f. 1988).
- 1924: Gene Deitch, ilustrador, animador y director de cine estadounidense (f. 2020).
- 1925: Alija Izetbegović, político, activista, abogado, escritor y filósofo bosnio (f. 2003), primer presidente de Bosnia y Herzegovina.
- 1925: Aziz Sattar, actor, comediante, cantante y director malasio (f. 2014).
- 1926: Richard Anderson, actor y productor estadounidense (f. 2017).
- 1926: Piero Drogo, piloto italiano de automovilismo (f. 1973).
- 1926: Francisco Masip, ciclista español (f. 2015).
- 1927: Johnny Temple, beisbolista y entrenador estadounidense (f. 1994).
- 1927: Maia Wojciechowska, escritora polaco-estadounidense (f. 2002).
- 1928: Don Burrows, saxofonista, clarinetista y flautista australiano (f. 2020).
- 1928: Simón Díaz, cantautor popular venezolano (f. 2014).
- 1929: Ronnie Biggs, criminal británico-inglés (f. 2013).[33]
- 1929: Larisa Bogoraz, lingüista y activista rusa (f. 2004).
- 1929: José Luis Borau, cineasta español y miembro de la Real Academia Española (f. 2012).
- 1929: Luis García Meza, general, delincuente y dictador boliviano (f. 2018), 68.º «presidente» de Bolivia.
- 1929: Josef Suk, violinista, director de orquesta y violista checo (f. 2011), nieto del compositor checo Josef Suk (1874‑1935) y bisnieto del compositor checo Antonín Dvořák (1841‑1904).
- 1930: Terry Nation, escritor y guionista británico-galés expatriado en Estados Unidos (f. 1997).
- 1930: Jerry Tarkanian, baloncestista y entrenador estadounidense (f. 2015).
- 1931: Roger Penrose, físico, matemático y filósofo británico-inglés, premio nobel de física en 2020
- 1932: Mel Tillis, cantautor y guitarrista estadounidense (f. 2017).
- 1933: Joe Tex, cantautor de soul estadounidense (f. 1982).
- 1934: Román Gubern, escritor, crítico y periodista español.
- 1934: Sarat Pujari, actor, director y guionista indio (f. 2014).
- 1935: Donald P. Bellisario, director, productor y guionista estadounidense.
- 1935: John Laws, cantante y presentador de radio papúa-neoguineano-australiano.
- 1936: Frank Howard, beisbolista y mánager estadounidense (f. 2023).
- 1936: Jan Pieńkowski, escritor e ilustrador polaco-inglés (f. 2022).
- 1937: Jorge Cafrune, cantante argentino (f. 1978).
- 1937: Dustin Hoffman, actor y director estadounidense.
- 1937: Sheila Varian, criadora de caballos estadounidense (f. 2016).
- 1937: Cornelis Vreeswijk, cantautor, guitarrista y actor sueco-holandés (f. 1987).
- 1938: Jack Baldwin, químico y académico británico-inglés (f. 2020).
- 1938: Jacques Hétu, compositor y educador canadiense (f. 2010).
- 1938: Connie Stevens, actriz, cantante y empresaria estadounidense.
- 1939: Jana Andrsová, actriz y bailarina checa (f. 2023).
- 1939: Viorica Viscopoleanu, saltadora de longitud y atleta rumana.
- 1939: Alexander Watson, diplomático estadounidense, encargado de negocios en Bolivia (entre 1980 y 1981), embajador en Perú (entre 1986 y 1989) y secretario de Estado adjunto para Asuntos Interamericanos (entre 1993 y 1996).
- 1940: Adolfo Pacheco, músico, compositor y cantante colombiano (f. 2023).
- 1940: Dilip Sardesai, jugador de críquet indio (f. 2007).
- 1940: Dennis Tito, ingeniero, empresario y multimillonario estadounidense, fundador de la gestora de inversiones independiente Wilshire Associates, y primer turista espacial.
- 1941: Earl Boen, actor estadounidense (f. 2023).
- 1942: James Blanchard, diplomático y político estadounidense, 45.º gobernador de Míchigan.
- 1942: Dennis Canavan, educador y político británico-escocés.
- 1942: John Gustafson, cantautor y bajista británico-inglés (f. 2014), miembro de las bandas The Big Three, Ian Gillan Band, Roxy Music y Quatermass.
- 1942: Jorge Pedreros, actor y comediante chileno (f. 2013).
- 1942: Vardo Rumessen, pianista y musicólogo estonio (f. 2015).
- 1944: Silvio Fernández Melgarejo, músico español de rock (f. 2001).
- 1944: John Holmes, actor estadounidense de cine pornográfico (f. 1988), protagonizó 2500 películas héteros y gais.
- 1944: Michael Johnson, cantante de música pop, country y folk, cantautor, guitarrista, compositor y productor estadounidense (f. 2017).
- 1944: Mugihito, seiyū y actor teatral japonés.
- 1944: John Renbourn, guitarrista y compositor británico-escocés (f. 2015).
- 1944: Simon Taylor, periodista y escritor británico-inglés.
- 1946: Joe Bethancourt, cantautor estadounidense (f. 2014).
- 1946: Jean-Claude Désir, futbolista haitiano.
- 1946: Ralph Gonsalves, político sanvicentino, primer ministro de San Vicente y las Granadinas desde 2001.
- 1947: Miguel Blesa, financiero y funcionario español (f. 2017).
- 1947: Ken Dryden, jugador de hockey sobre hielo, abogado y político canadiense.
- 1947: María Ofelia, cantautora argentina de folclore y locutora. Junto con Ramona Galarza y Teresa Parodi es una de las referentes femeninas del chamamé en Argentina.
- 1947: Larry Wilcox, actor, director y productor estadounidense.
- 1948: Svetlana Savitskaya, ingeniera y astronauta rusa.
- 1948: Margaret Urban Walker, filósofa estadounidense.
- 1948: Wincey Willis, locutora británica (f. 2024).[34]
- 1949: Terry Burnham, actriz estadounidense (f. 2013).[35]
- 1949: Keith Carradine, actor estadounidense.
- 1949: Ricardo Londoño, piloto de carreras colombiano (f. 2009).
- 1950: Willie Hall, baterista y productor estadounidense.
- 1950: Ken Kutaragi, empresario japonés, presidente de Sony Computer Entertainment e impulsor de la consola de videojuegos PlayStation.
- 1951: Martin Brest, director, productor y guionista estadounidense.
- 1951: Phil Carlson, jugador australiano de críquet (f. 2022).
- 1951: Mamoru Oshii, cineasta, productor y guionista japonés.
- 1951: Mohamed Morsi, ingeniero, académico y político egipcio, 5.º presidente de Egipto (f. 2019).
- 1951: Randy Shilts, periodista y escritor estadounidense (f. 1994).
- 1951: Louis van Gaal, futbolista y entrenador neerlandés.
- 1952: Adolfo Castañón, poeta mexicano.
- 1952: Lía Crucet, cantante, modelo y actriz argentina (f. 2024).
- 1952: Anton Fig, baterista sudafricano-estadounidense.

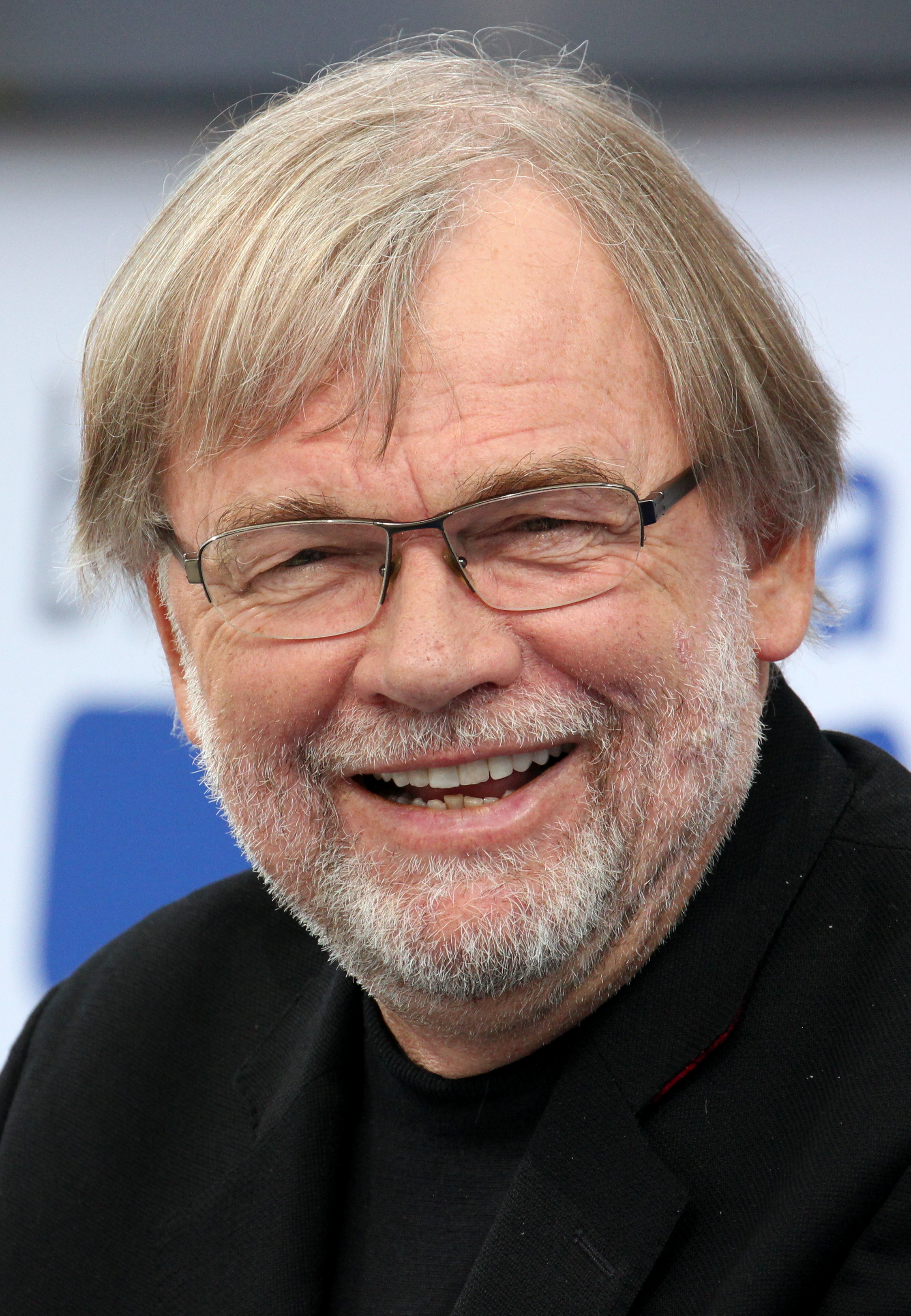
Jostein Gaarder.

- 1952: Jostein Gaarder, escritor noruego, autor de novelas, cuentos y libros para niños (El mundo de Sofía).
- 1952: Doug Melvin, beisbolista y mánager canadiense.
- 1952: Robin Quivers, enfermera, presentadora/personalidad de radio y escritora estadounidense.
- 1952: Sudhakar Rao, jugador de críquet indio.
- 1953: Lloyd Austin, militar estadounidense.
- 1953: Nigel Mansell, piloto británico de automovilismo.[36]
- 1953: Don Most, actor y cantante estadounidense.[37]
- 1954: Nick Holtam, obispo británico-inglés.
- 1955: Diddú, cantautor islandés.
- 1955: Herbert Prohaska, futbolista y entrenador austríaco.
- 1955: Michael Roe, piloto de carreras irlandés.
- 1956: Chris Foreman, cantautor y guitarrista británico-inglés, de la banda Madness.
- 1956: David Grant, cantante británico-inglés.
- 1956: Jorge Larrañaga, abogado y político uruguayo

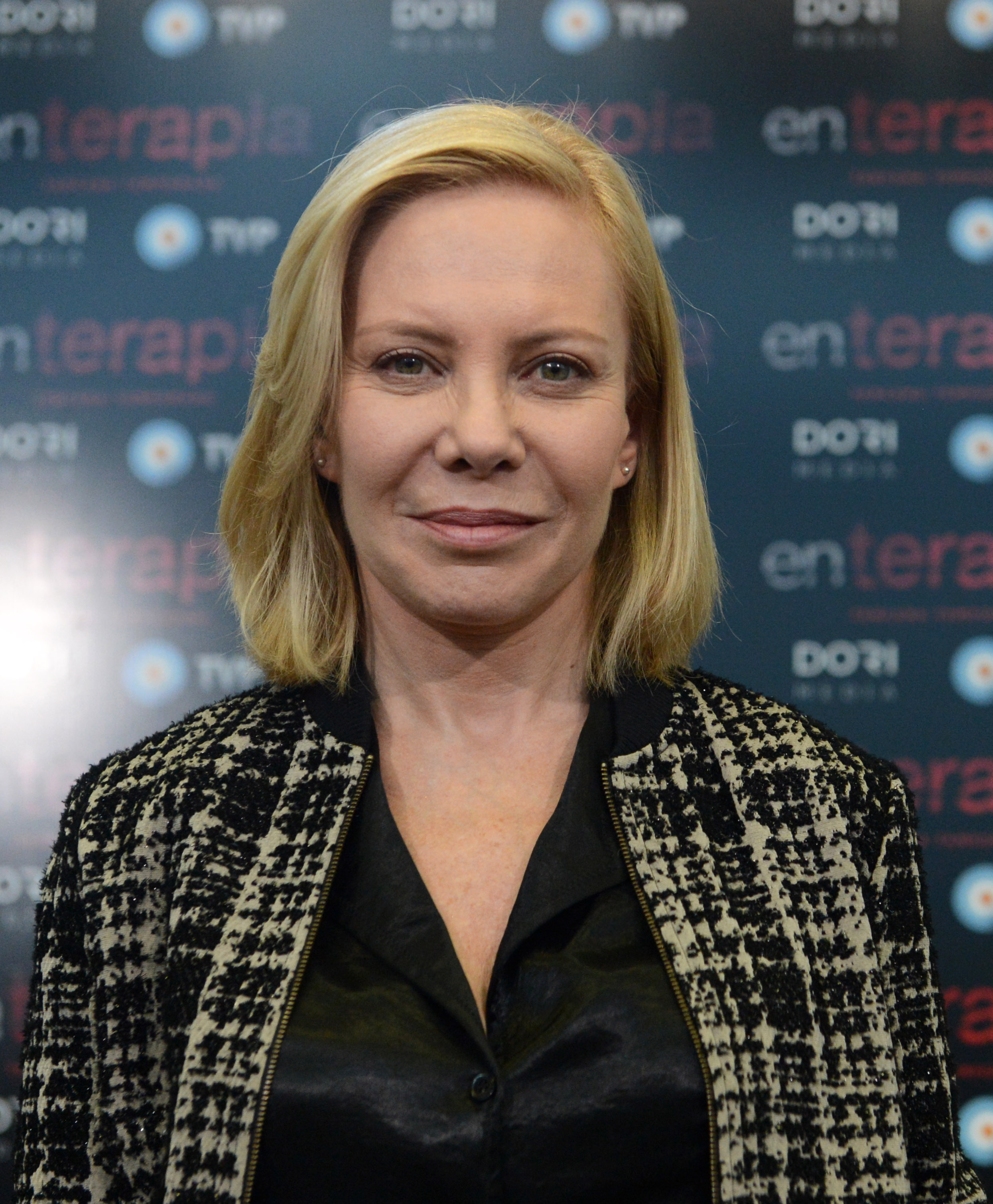
Cecilia Roth.

- 1956: Cecilia Roth, actriz argentina.
- 1957: Dennis Drew, teclista estadounidense.
- 1958: Deborah Norville, periodista estadounidense.
- 1959: Caroline Ansink, flautista, compositora y educadora holandesa.
- 1959: Rubén Paz, futbolista uruguayo.
- 1960: Mustafa Balbay, periodista y político turco.
- 1960: Paco Clos, futbolista español.
- 1960: Ima Galguén, cantante y compositora española.
- 1960: Ulrich Maly, político alemán, 16.º alcalde de Núremberg.
- 1960: Miguel Pizarro, actor mexicano.
- 1961: Daniel House, bajista y productor estadounidense.
- 1961: Ron Klain, abogado y político estadounidense, Jefe de Gabinete de la Casa Blanca.
- 1961: Bruce Matthews, jugador y entrenador estadounidense de fútbol americano.
- 1961: Rikki Rockett, baterista estadounidense de glam rock, de la banda Poison.
- 1961: Skin Yard (Daniel House), productor musical estadounidense.
- 1961: The Edge (David Evans), guitarrista, tecladista, cantante y compositor británico-irlandés, de la banda U2.
- 1962: Kool Moe Dee (Mojandas Dewese), rapero, cantante y actor estadounidense.
- 1963: Emi Shinohara, actriz de voz y cantante japonesa (f. 2024).
- 1963: Hur Jin-ho, director y guionista surcoreano.
- 1963: Ron Karkovice, beisbolista y mánager estadounidense.
- 1963: Rika Fukami, actriz de voz y cantante japonesa.[38]
- 1963: Jon Turteltaub, director y productor estadounidense.
- 1963: Stephen Walkom, jugador de hockey sobre hielo, árbitro y entrenador canadiense.
- 1964: Anastasia M. Ashman, bloguera y escritora estadounidense.
- 1964: Giuseppe Conte, político italiano, primer ministro de Italia.
- 1964: Klaus Ebner, escritor austríaco.
- 1964: Scott Sandelin, jugador y entrenador de hockey sobre hielo estadounidense.
- 1964: Paul Taylor, jugador de críquet británico-inglés.
- 1965: El Hefe (Aaron Abeyta), guitarrista y trompetista estadounidense, miembro de la banda de punk rock NOFX.
- 1965: Margarita Rosa de Francisco, actriz, cantante y presentadora colombiana.
- 1965: Angus Fraser, jugador de críquet, entrenador y periodista británico-inglés.
- 1965: Kate Langbroek, presentadora de un programa de entrevistas australiano.
- 1966: Chris Eubank, boxeador británico-inglés.
- 1966: John Hudek, beisbolista y entrenador estadounidense.
- 1967: Marcelo Balboa, futbolista, entrenador y comentarista deportivo estadounidense.
- 1967: Rena Mero, luchador estadounidense.
- 1967: Lee Unkrich, cineasta estadounidense.
- 1967: Yūki Amami, actriz de teatro y cine japonesa.[39]
- 1968: Yvie Burnett, soprano británico-escocesa.
- 1968: Aldo Calderón van Dyke, periodista hondureño (f. 2013).
- 1968: Abey Kuruvilla, jugadora de críquet y entrenadora india.
- 1968: Huey Morgan, cantautor y guitarrista estadounidense.
- 1969: Monika Tsõganova, ajedrecista estonia.
- 1969: Faye Wong, cantautora y actriz chino-hongkonesa.
- 1970: Trev Alberts, jugador de fútbol americano y periodista estadounidense.
- 1970: Ben G. Davis, químico y académico británico-inglés.
- 1970: Pascal Duquenne, actor belga.
- 1970: José Francisco Molina, futbolista y entrenador español.
- 1970: Chester Williams, jugador y entrenador de rugby sudafricano (f. 2019).
- 1971: Johnny Balentina, beisbolista neerlandés.
- 1972: Joely Collins, actriz y productora canadiense.

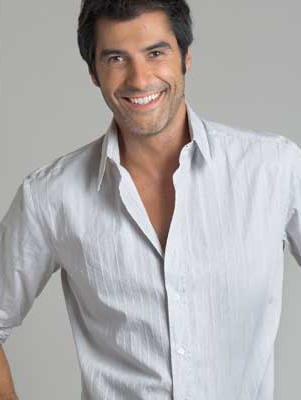
Jorge Fernández Madinabeitia

- 1972: Jorge Fernández Madinabeitia, presentador de televisión y modelo (Mr. España 2000) español.
- 1972: Axel Merckx, ciclista belga.
- 1972: Joel Rosenberg, periodista y escritor uruguayo.
- 1972: Andrea de Rossi, jugador y entrenador de rugby italiano.
- 1972: Steven Tweed, futbolista y entrenador británico-escocés.
- 1972: Liina Vahtrik, actriz estonia.[40]
- 1973: Ilka Agricola, matemática alemana.
- 1973: Shane Lee, jugador de críquet y guitarrista australiano.
- 1973: Gert Olesk, futbolista y entrenador estonio.
- 1973: Scott Stapp, cantautor y productor estadounidense, de la banda Creed.
- 1973: Mark Wills, cantautor estadounidense.[41]
- 1974: Rubén Beloki, pelotari navarro.
- 1974: Manjul Bhargava, matemático y académico canadiense-estadounidense.
- 1974: Scott D'Amore, luchador y mánager canadiense.
- 1974: Brian Harvey, cantautor británico-inglés.
- 1974: Andy Priaulx, piloto británico de carreras de la isla de Guernsey.
- 1975: Alma Cero (Alma Cero Delgado Quintero), actriz, bailarina, conductora, cantante y comediante mexicana.
- 1975: Makoto Tanaka, futbolista japonés.
- 1975: Mick Moss, cantautor británico-inglés.
- 1976: JC Chasez (Joshua Scott Chasez), cantante y bailarín estadounidense, de la banda ’N Sync.
- 1976: Tawny Cypress, actriz estadounidense.
- 1976: Drew Lachey, cantante y actor estadounidense.
- 1976: Olivier Monterrubio, futbolista francés.
- 1976: Seung-Yeop Lee, beisbolista coreano.
- 1977: Kurt Bernard, futbolista costarricense.
- 1977: Darren Manzella, sargento estadounidense (f. 2013).
- 1977: Szilárd Németh, futbolista eslovaco.
- 1977: Lindsay Sloane, actriz estadounidense.
- 1977: Rocky Thompson, jugador y entrenador canadiense de hockey sobre hielo.
- 1977: Nicolas Vogondy, ciclista francés.
- 1977: Mohammad Wasim, jugador pakistaní de críquet.
- 1978: Adriana Arboleda, modelo, presentadora y empresaria colombiana.
- 1978: Alan Maybury, futbolista y entrenador irlandés.
- 1978: Miho Shiraishi, actriz japonesa.
- 1978: Louis Saha, futbolista francés.
- 1978: Massamasso Tchangai, futbolista togolés (f. 2010).
- 1979: Richard Harwood, violonchelista británico-inglés.

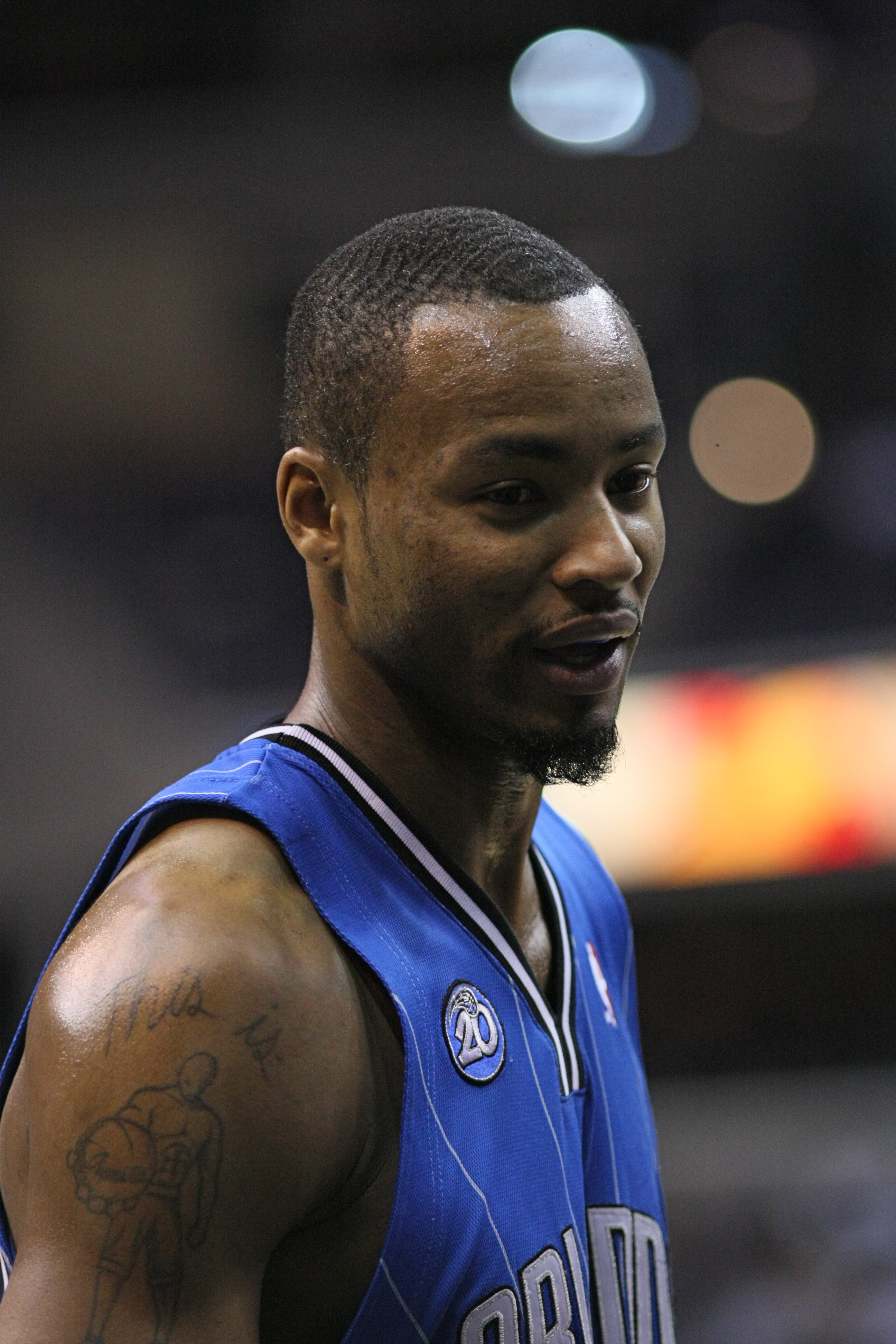
Rashard Lewis

- 1979: Rashard Lewis, baloncestista estadounidense.
- 1979: Richard Lyons, piloto de carreras norirlandés.
- 1980: Shayna Baszler, luchadora y artista marcial mixta estadounidense.[42]
- 1980: Craig Breslow, beisbolista y ejecutivo estadounidense.
- 1980: Jack Cassel, beisbolista estadounidense.
- 1980: Denisse Guerrero, cantante mexicana, de la banda Belanova.
- 1980: Sabine Klaschka, tenista alemana.
- 1980: Diego Markwell, beisbolista neerlandés.
- 1980: Pat Noonan, futbolista estadounidense.
- 1980: Michael Urie, actor, director y productor estadounidense.
- 1981: Vanessa Amorosi, cantante australiana.

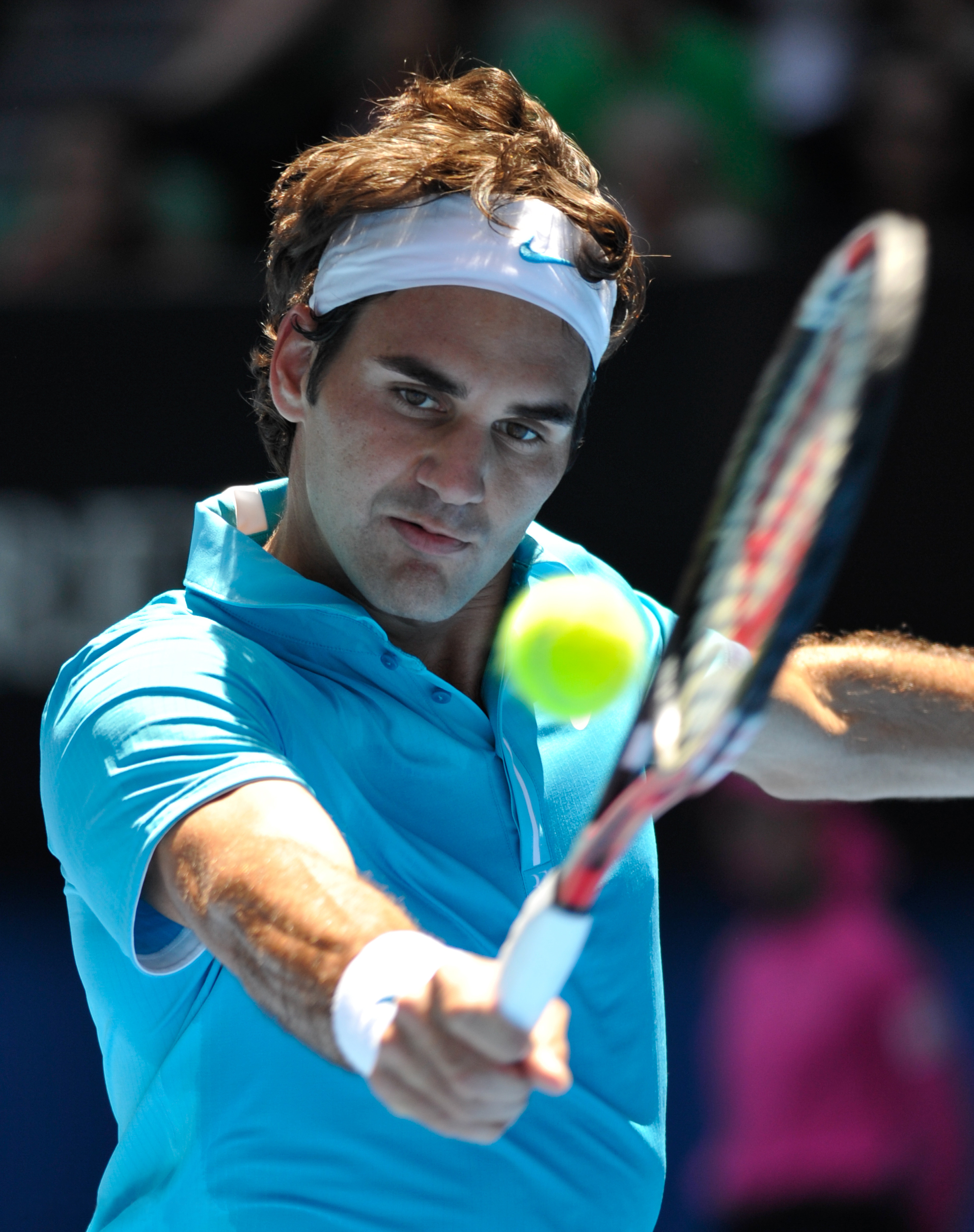
Roger Federer.

- 1981: Roger Federer, tenista suizo.
- 1981: Meagan Good, actriz y productora estadounidense.
- 1981: Bradley McIntosh, cantante británico.
- 1981: Harel Skaat, cantautor israelí.
- 1982: David Florence, corredor de canoa británico-inglés.
- 1982: Ross Ohlendorf, beisbolista estadounidense.
- 1982: Yuri de Souza, futbolista brasileño.
- 1983: Guy Burnet, actor y productor británico-inglés.
- 1983: Ryan Cochrane, futbolista estadounidense.
- 1983: Willie Tonga, jugador de la liga de rugby australiana.
- 1984: Kirk Broadfoot, futbolista británico-escocés.
- 1984: Brenda Gandini, actriz argentina.
- 1984: Devon McTavish, futbolista estadounidense.
- 1984: Norbert Michelisz, piloto de carreras húngaro.
- 1984: Martrez Milner, jugador estadounidense de fútbol americano.
- 1985: Toby Flood, jugador de rugby británico-inglés.
- 1985: Ryan Koolwijk, futbolista neerlandés.
- 1985: James Morgan, actor y productor británico-galés.
- 1985: Brett Ratliff, jugador estadounidense de fútbol americano.
- 1985: Anita Włodarczyk, atleta polaca de atletismo.
- 1986: Kateryna Bondarenko, tenista ucraniana.
- 1986: Jackie Cruz, actriz y cantante dominicana-estadounidense.[43]
- 1986: Pierre Garçon, jugador estadounidense de fútbol americano.
- 1986: Kasper Hämäläinen, futbolista finlandés.
- 1986: Peyton List, actriz estadounidense.
- 1986: Chris Pressley, jugador estadounidense de fútbol americano.
- 1986: Shotaro Dei, futbolista japonés.
- 1987: Pierre Boulanger, actor francés.
- 1987: Katie Leung, actriz británico-escocesa.[44]
- 1987: Tatjana Maria, tenista alemana.
- 1988: Ricardo Alves Pereira, futbolista brasileño.
- 1988: Danilo Gallinari, baloncestista italiano.
- 1988: Veer Mahaan (Rinku Singh), beisbolista y luchador indio.
- 1988: Ígor Smólnikov, futbolista ruso.
- 1988: Laura Slade Wiggins, actriz y cantante estadounidense.
- 1988: Beatriz de York (Beatrice Elizabeth Mary, Sra. de Edoardo Mapelli-Mozzi), aristócrata («princesa») británica, 9.º en la sucesión monárquica británica, nieta de la reina Isabel II.[45]
- 1988: Yudai Tanaka, futbolista japonés.
- 1989: Ken Baumann, actor y escritor estadounidense.
- 1989: Alberto Cecchin, ciclista italiano.
- 1989: Prajakta Mali, actriz india.
- 1989: Hannah Miley, nadadora anglo-escocesa.
- 1989: Anthony Rizzo, beisbolista estadounidense.

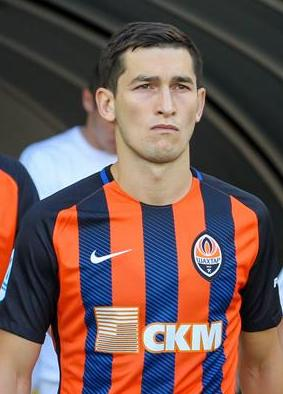
Taras Stepanenko

- 1989: Taras Stepanenko, futbolista ucraniano.
- 1990: Vladimír Darida, futbolista checo.
- 1990: Alec Kann, futbolista estadounidense.
- 1990: Juriji der Klee, cantante y drag queen belga.
- 1990: Parker Kligerman, piloto de carreras estadounidense.
- 1990: Aleksandra Szwed, actriz y cantante polaca.
- 1990: Kane Williamson, capitán de críquet de Nueva Zelanda.
- 1991: Nélson Miguel Castro Oliveira, futbolista portugués.
- 1991: Marta Corredera, futbolista española.
- 1991: Yandy Díaz, beisbolista cubano.[46]
- 1991: Ivan Lendrić, futbolista croata.
- 1991: Joël Matip, futbolista camerunés expatriado en Alemania.[47]
- 1991: Nelson Oliveira, futbolista portugués.
- 1991: Tyrone Peachey, jugador de la liga de rugby australiana.

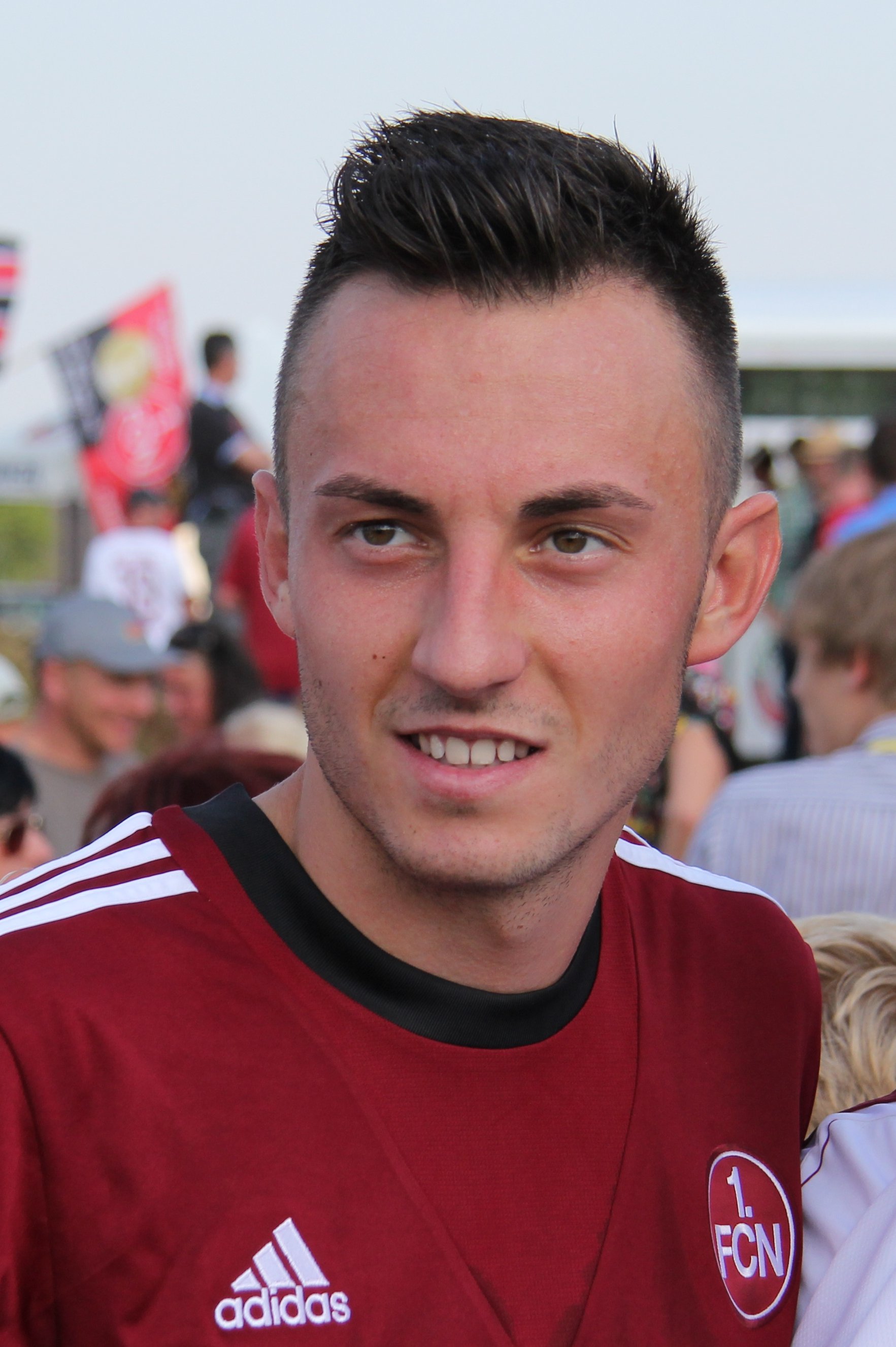
Josip Drmić

- 1992: Casey Cott, actor estadounidense.[48]
- 1992: Josip Drmić, futbolista suizo.
- 1993: Emilie Mehl, política noruega.[49]
- 1994: Joris Kayembe, futbolista belga.
- 1994: Lauv, músico estadounidense.
- 1994: Cameron Payne, baloncestista estadounidense.[50]
- 1994: Jeremy Toljan, futbolista alemán.
- 1994: Igor Vujačić, futbolista montenegrino.
- 1995: Bozhidar Chorbadzhiyski, futbolista búlgaro.
- 1995: S. Coups, rapero y cantante surcoreano, integrante del grupo Seventeen.[51]
- 1995: Malin Reitan, cantante noruega.
- 1995: Emre Taşdemir, futbolista turco.
- 1996: Habib Al-Wotayan, futbolista saudí.
- 1996: A'ja Wilson, jugadora estadounidense de baloncesto.[52]
- 1997: Irvin Cardona, futbolista francés.
- 1997: Abel Casquete, futbolista ecuatoriano.
- 1997: Pape Cheikh Diop, futbolista senegalés.
- 1997: José Cotrina, futbolista peruano.
- 1997: Filip Jagiełło, futbolista polaco.
- 1997: Kōki Ogawa, futbolista japonés.
- 1997: Carlos Taberner, tenista español.
- 1997: Karim Walid, futbolista egipcio.[53]
- 1997: Panipak Wongpattanakit, taekwondista tailandesa.
- 1998: Ryan García, boxeador estadounidense.[54]
- 1998: Szymon Krawczyk, ciclista polaco.
- 1998: Shawn Mendes, actor, compositor, cantautor y guitarrista canadiense.
- 1998: Ronan Parke, cantante británico.
- 1998: Lara Prašnikar, futbolista eslovena.
- 1998: Ellen Wright, yudoca australiana.
- 1999: Isah Aliyu, futbolista nigeriano.
- 1999: Loana Lecomte, ciclista francesa.
- 1999: Xiaojun, cantante y bailarín chino, integrante del grupo NCT y a la subunidad WayV.[55]
- 2000: Félix Auger-Aliassime, tenista canadiense.[56]
- 2000: Diego Huesca, futbolista paraguayo.
- 2000: Ilia Kravchenko, atleta ucraniano.
- 2000: Théo Le Normand, futbolista francés.
- 2000: Achraf Mahbubi, taekwondista marroquí.
- 2000: Miloš Malešević, atleta serbio.
- 2000: Koki Morita, futbolista japonés.
- 2000: Fabio Obermeyr, esquiador austríaco.
- 2000: Ladislav Töpfer, atleta checo.
- 2001: Shaun Dimech, futbolista maltés.

## Fallecimientos
- 117: Trajano, emperador romano (n. el año 53).
- 753: Hildegar, religioso católico alemán, obispo de Colonia (n. c. 710).
- 869: Lotario II de Lotaringia, rey franco (n. 835).
- 998: Seo Hui, político y diplomático coreano (n. 942).
- 1002: Almanzor, primer ministro y gobernante de facto del califato de Córdoba (en la península ibérica).
- 1171: Enrique de Blois, religioso inglés, obispo de Winchester (n. 1111).
- 1303: Enrique de Castilla el Senador, aristócrata español (n. 1230).
- 1385: Juana de Kent, aristócrata inglesa (n. 1328), hija de Edmundo de Woodstock.
- 1445: Oswald von Wolkenstein, compositor austriaco (n. 1377).
- 1533: Lucas van Leyden, artista neerlandés (n. 1494).
- 1553: Girolamo Fracastoro, físico italiano (n. 1478).
- 1555: Oronce Finé, matemático y cartógrafo francés (n. 1494).
- 1588: Alonso Sánchez Coello, pintor español (n. 1532).
- 1604: Horio Tadauji, daimyō japonés (n. 1578).
- 1616: Cornelis Ketel, pintor neerlandés (n. 1548).
- 1617: Tarquinia Molza, cantante, poetisa, directora, compositora y filósofa natural italiana (n. 1542).
- 1631: Konstantinas Sirvydas, sacerdote, lexicógrafo y académico lituano (n. 1579).
- 1664: Martín de Zavala, administrador novohispano, gobernador del Nuevo Reino de León (n. 1597).
- 1684: George Booth, aristócrata («1.º barón Delamer») y político británico-inglés (n. 1622).
- 1724: Christoph Ludwig Agricola, pintor alemán (n. 1665).[57]
- 1747: Madeleine de Verchères, ciudadana canadiense (n. 1678) que repelió un ataque al Fuerte Verchères (cerca de Montreal) cuando tenía 14 años de edad.[58]
- 1746: Francis Hutcheson, economista, filósofo y teólogo irlandés (n. 1694). Es considerado el padre de la Ilustración Escocesa.
- 1759: Carl Heinrich Graun, tenor y compositor alemán (n. 1704).
- 1788: Louis François Armand de Vignerot du Plessis, aristócrata francés (n. 1696).
- 1809: Ueda Akinari, escritor japonés (n. 1734).
- 1816: Custodio García Rovira, militar y patriota colombiano (n. 1780).
- 1827: George Canning, abogado y político británico-inglés (n. 1770), primer ministro del Reino Unido.
- 1828: Carl Peter Thunberg, explorador, naturalista, botánico y psicólogo sueco (n. 1743).

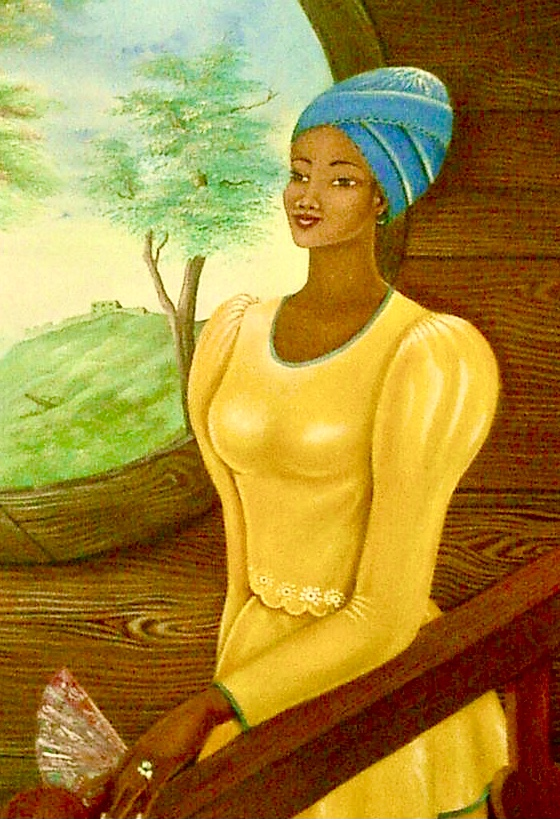
María Clara de Haití.

- 1858: María Clara de Haití (Marie-Claire Heureuse Félicité), emperatriz haitiana (n. 1758), esposa del emperador Jean-Jacques Dessalines (1758‑1806).
- 1863: Angus Giant MacAskill, gigante británico‑escocés, artista de circo (n. 1825), expatriado en Canadá. El Libro Guinness de los récords de 1981 lo reconoció como el hombre natural ―sin gigantismo― más alto (2.36 m) y el hombre más fuerte que haya existido, además de ser el hombre no obeso con el mayor pecho (290 cm).
- 1879: Immanuel Hermann Fichte, filósofo teísta y académico alemán (n. 1797), hijo del conocido filósofo Johann Gottlieb Fichte (1762‑1814).
- 1885: Juan Bautista Thorn, marino y militar argentino de origen estadounidense (n. 1807).
- 1887: Alexander William Doniphan, coronel, abogado, juez y político estadounidense (n. 1808).
- 1897: Jacob Burckhardt, historiador y académico suizo (n. 1818).
- 1897: Antonio Cánovas del Castillo, político español (n. 1828), asesinado por un anarquista italiano.
- 1898: Eugène Boudin, pintor francés (n. 1824).
- 1902: James Tissot, pintor e ilustrador francés (n. 1836).
- 1902: John Henry Twachtman, pintor y académico estadounidense (n. 1853).
- 1909: Santa María de la Cruz (Mary MacKillop), monja australiana (n. 1842), cofundadora de la congregación Sisters of Saint Joseph of the Sacred Heart of Jesus (Hermanas de San José del Sagrado Corazón de Jesús); canonizada por el papa Benedicto XVI.[59]
- 1911: William P. Frye, abogado y político estadounidense (n. 1830).
- 1915: Miguel Ramos Carrión, dramaturgo, humorista y periodista español (n. 1848).
- 1918: Juan J. Silva, médico y político argentino (n. 1835).
- 1920: Eduard Birnbaum, cantor polaco expatriado en Alemania (n. 1855).[60]
- 1921: Juhani Aho, periodista y escritor finlandés (n. 1861).
- 1928: Stjepan Radić, político croata (n. 1871), fundador del Partido Campesino Croata.
- 1930: Launceston Elliot, levantador de pesas y luchador británico-escocés (n. 1874).
- 1933: Adolf Loos, arquitecto austríaco (n. 1870).
- 1934: Wilbert Robinson, beisbolista, mánager y entrenador estadounidense (n. 1863).
- 1937: Jimmie Guthrie, piloto de motociclismo británico-escocés (n. 1897).
- 1940: Johnny Dodds, clarinetista y saxofonista estadounidense (n. 1892).
- 1944: Erich Hoepner, militar alemán (n. 1886).
- 1944: Erwin von Witzleben, mariscal de campo alemán (n. 1881), conspirador contra Adolf Hitler.
- 1944: Michael Wittmann, militar alemán, comandante nazi (n. 1914).
- 1945: Rafael Porlán, poeta español de la Generación del 27 (n. 1899).
- 1947: Antón Denikin, militar ruso (n. 1872).
- 1950: Fergus McMaster, empresario australiano (n. 1879), fundó Qantas, la aerolínea de bandera de Australia.
- 1959: Albert Namatjira, pintor australiano (n. 1902).
- 1965: Shirley Jackson, novelista y cuentista estadounidense (n. 1916).
- 1969: Otmar Freiherr von Verschuer, biólogo y eugenista alemán (n. 1896).
- 1971: Freddie Spencer Chapman, teniente británico-inglés (n. 1907), famoso por sus hazañas detrás de las líneas enemigas en Malasia ocupada por los japoneses durante la Segunda Guerra Mundial (1939‑1945).
- 1971: Roberto Fugazot, actor, cantante y guitarrista uruguayo (n. 1902) expatriado en Argentina, padre de la actriz María Rosa Fugazot y abuelo del actor y director teatral René Bertrand.
- 1973: Vilhelm Moberg, historiador y escritor sueco (n. 1898).
- 1973: Nikos Zachariadis, político griego, secretario general del Partido Comunista de Grecia (n. 1903).
- 1974: Elisabeth Abegg, luchadora de la resistencia antinazi (n. 1882).[61]
- 1974: Chihiro Iwasaki, artista japonesa (n. 1918).
- 1974: Baldur von Schirach, oficial nazi alemán (n. 1907).
- 1975: Cannonball Adderley, saxofonista estadounidense (n. 1928).
- 1977: Timoteo Pérez Rubio, pintor español (n. 1896).
- 1979: Nicholas Monsarrat, teniente y escritor británico-inglés (n. 1910).
- 1980: Paul Triquet, general canadiense (n. 1910), condecorado con la Cruz de la Victoria.
- 1981: Thomas McElwee (23), criminal e independentista norirlandés (n. 1957), miembro del IRA Provisional (Ejército Republicano Irlandés Provisional), murió tras 62 días de huelga de hambre.
- 1982: Eric Brandon, piloto de carreras y empresario británico-inglés (n. 1920).
- 1984: Richard Deacon, actor estadounidense (n. 1921).
- 1984: Ellen Raskin, escritora e ilustradora estadounidense (n. 1928).
- 1985: Louise Brooks, actriz estadounidense (n. 1906).
- 1987: Danilo Blanuša, matemático y físico croata (n. 1903).
- 1988: Félix Leclerc, cantautor y guitarrista canadiense (n. 1914).

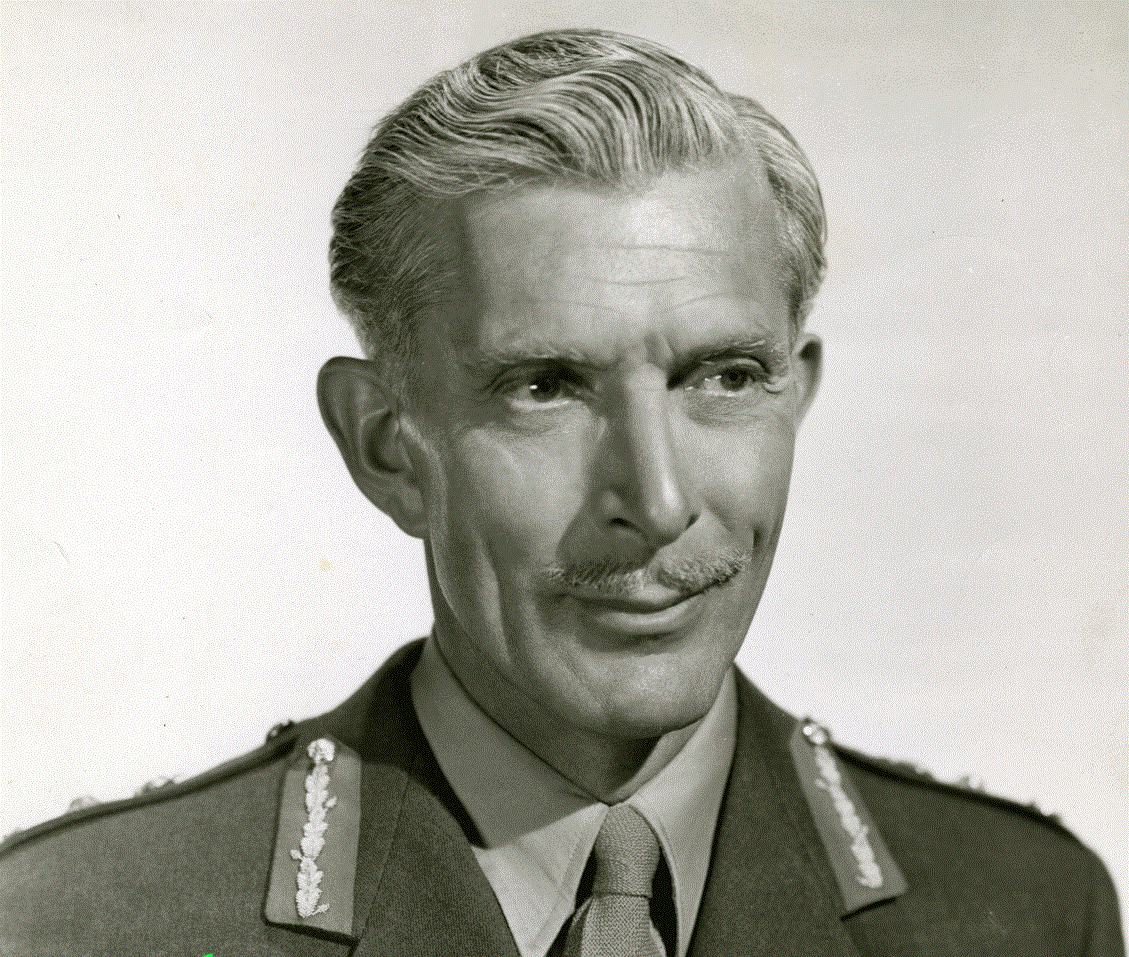
Alan Napier en 1949.

- 1988: Alan Napier (85), actor británico-inglés (n. 1903), recordado por interpretar a Alfred Pennyworth (el mayordomo de Bruce Wayne) en la serie de televisión de acción de Batman de los años sesenta. Su autobiografía se tituló: No solo el mayordomo de Batman.
- 1991: James Irwin, coronel, piloto y astronauta estadounidense (n. 1930).
- 1992: Abu al-Qasim al-Khoei, líder religioso y erudito iraní (n. 1899).
- 1995: Fiódor Diachenko, francotirador soviético (n. 1917).
- 1996: Nevill Francis Mott, físico y académico británico-inglés, premio nobel de física en 1977 (n. 1905).
- 1996: Jüri Randviir, ajedrecista y periodista estonio (n. 1927).
- 1998: Anna J. Harrison, química y profesora estadounidense (n. 1912).
- 1998: Mahmoud Saremi, periodista iraní (n. 1968) asesinado por talibanes afganos en la toma del consulado iraní en Mazar‑i Sarif (Afganistán).
- 2003: Dirk Hoogendam, oficial de las SS germano-holandés (n. 1922).
- 2003: Falaba Issa Traoré, director y dramaturgo maliense (n. 1930).
- 2004: Leon Golub, pintor y académico estadounidense (n. 1922).

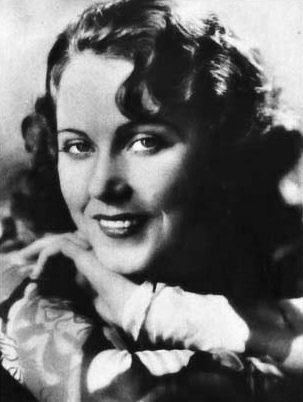
Fay Wray.

- 2004: Fay Wray, actriz canadiense (n. 1907).
- 2005: Barbara Bel Geddes, actriz estadounidense (n. 1922).
- 2005: Ahmed Deedat, misionero, teólogo islamista y ensayista sudafricano (n. 1918).
- 2005: John H. Johnson, editor estadounidense, fundó la Johnson Publishing Company (n. 1918).
- 2005: Gene Mauch, entrenador y mánager estadounidense (n. 1925).
- 2005: Dean Rockwell, comandante, luchador y entrenador estadounidense (n. 1912).
- 2005: Monica Sjöö, pintora sueco-británica (n. 1938).

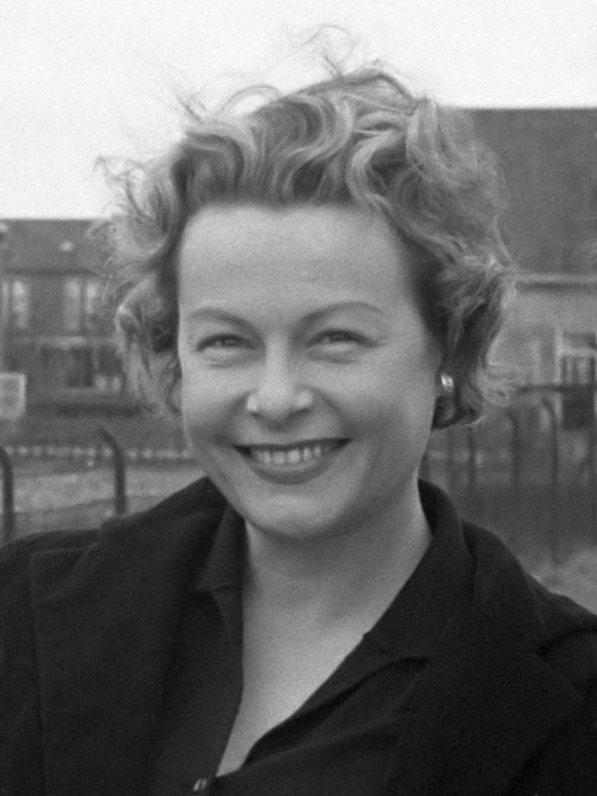
Ilse Werner

- 2005: Ilse Werner, actriz alemana (n. 1921).
- 2007: Nicolau Casaus, dirigente futbolístico español (n. 1913).
- 2007: Ma Lik, periodista y político chino (n. 1952).
- 2007: Melville Shavelson, director, productor y guionista estadounidense (n. 1917).
- 2008: Orville Moody, golfista estadounidense (n. 1933).
- 2009: Alfonso Calderón, poeta, novelista, ensayista y crítico chileno (n. 1930).
- 2009: Daniel Jarque, futbolista español (n. 1983).
- 2009: Raul Solnado, humorista portugués (n. 1929).
- 2010: David Dixon, empresario deportivo estadounidense (n. 1923).[62]
- 2010: José María López Piñero, historiador científico español (n. 1933).[63]
- 2010: Juan Marichal, ensayista, crítico literario e historiador español (n. 1922).[64]
- 2010: Patricia Neal, actriz estadounidense (n. 1926).[65]
- 2011: Ernesto Silva Bafalluy, economista y rector chileno (n. 1948).
- 2012: Fay Ajzenberg-Selove, física y académica germano-estadounidense (n. 1926).
- 2012: Lourdes Canale, actriz mexicana (n. 1934).
- 2012: Ruth Etchells, poetisa y académica británico-inglesa (n. 1931).
- 2012: Sancho Gracia, actor español (n. 1936).
- 2012: Surya Lesmana, futbolista y entrenador indonesio (n. 1944).
- 2012: Kurt Maetzig, director y guionista alemán (n. 1911).
- 2012: Jairo Varela, cantautor colombiano de salsa (n. 1949).[66]
- 2013: Chikondi Banda, futbolista malauí (n. 1978).
- 2013: Karen Black, actriz estadounidense (n. 1939).
- 2013: Johannes Bluyssen, obispo neerlandés (n. 1926).
- 2013: Fernando Castro Pacheco, pintor, grabador e ilustrador mexicano (n. 1918).
- 2013: Igor Kurnosov, ajedrecista ruso (n. 1985).[67]
- 2013: Regina Resnik, soprano y actriz estadounidense (n. 1922).
- 2014: Menahem Golan, director y productor israelí (n. 1929).
- 2014: Charles Keating, actor anglo-estadounidense (n. 1941).
- 2014: Leonardo Legaspi, arzobispo filipino (n. 1935).
- 2014: Luidig Ochoa, animador y convicto venezolano (n. 1980)
- 2014: Peter Sculthorpe, compositor y director de orquesta australiano (n. 1929).
- 2014: Red Wilson, jugador estadounidense de fútbol americano y de béisbol (n. 1929).
- 2015: Sean Price, rapero estadounidense (n. 1972).
- 2015: Gus Mortson, jugador y entrenador canadiense de hockey sobre hielo (n. 1925).
- 2017: Glen Campbell, cantautor, guitarrista y actor estadounidense (n. 1936).[68]

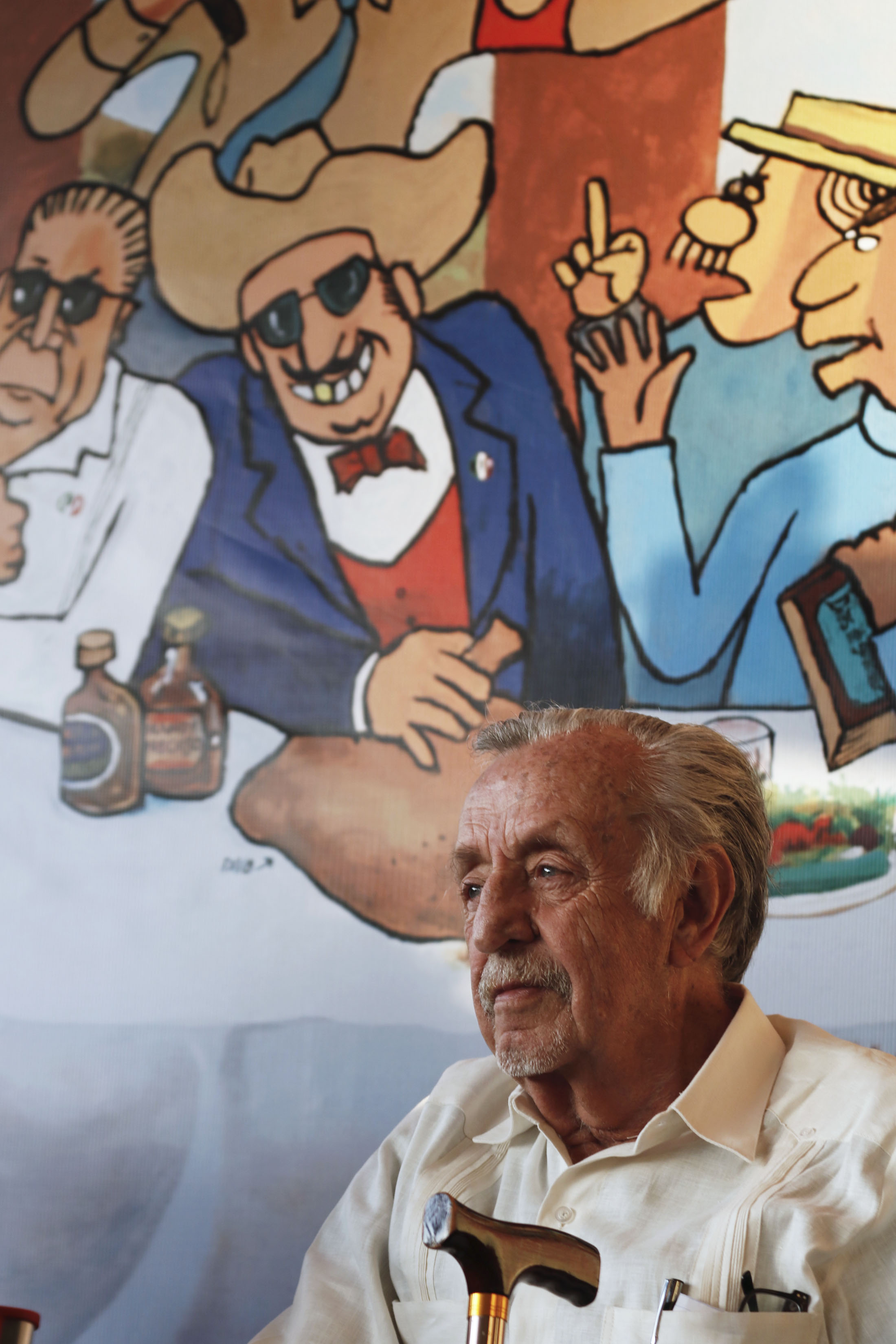
El historietista Ríus.

- 2017: Ríus (Eduardo del Río), caricaturista, historietista, activista político de izquierda y escritor comunista mexicano (n. 1934)
- 2018: Nicholas Bett, atleta keniano de pista y campo (n. 1990).[69]
- 2018: Takeshi Onaga, político japonés (n. 1950)
- 2019: Jean-Pierre Mocky, actor, director de cine, guionista y productor de cine francés (n. 1933).
- 2019: Manfred Max Neef, economista, ambientalista y político chileno (n. 1932).
- 2019: Catalina Ruiz Pérez, física española (n. 1957).
- 2020: Alfredo Lim (90), político filipino (n. 1929), senador nacional y alcalde de Manila.[70]
- 2020: Gabriel Ochoa Uribe, futbolista y entrenador colombiano (n. 1929).[71]
- 2021: Bill Davis, político canadiense, 18.º primer ministro de Ontario (n. 1929).[72]
- 2022: Olivia Newton-John, cantautora y actriz australiana (n. 1948).[73]
- 2023: Federico Martín Bahamontes, ciclista español (n. 1928).
- 2023: Sixto Rodríguez, cantante y compositor estadounidense (n. 1942).[74]
- 2024: Issa Hayatou, baloncestista y ejecutivo de fútbol camerunés (n. 1946).[75]
- 2024: Mitzi McCall, actriz estadounidense (n. 1930).[76]
- 2024: Chi-Chi Rodríguez, golfista profesional puertorriqueño (n. 1935).[77]
- 2024: Steve Symms, político  estadounidense (n. 1938).
- 2025: Estanislao Esteban Karlic, cardenal y arzobispo católico argentino (n. 1926).

## Celebraciones
Ecología

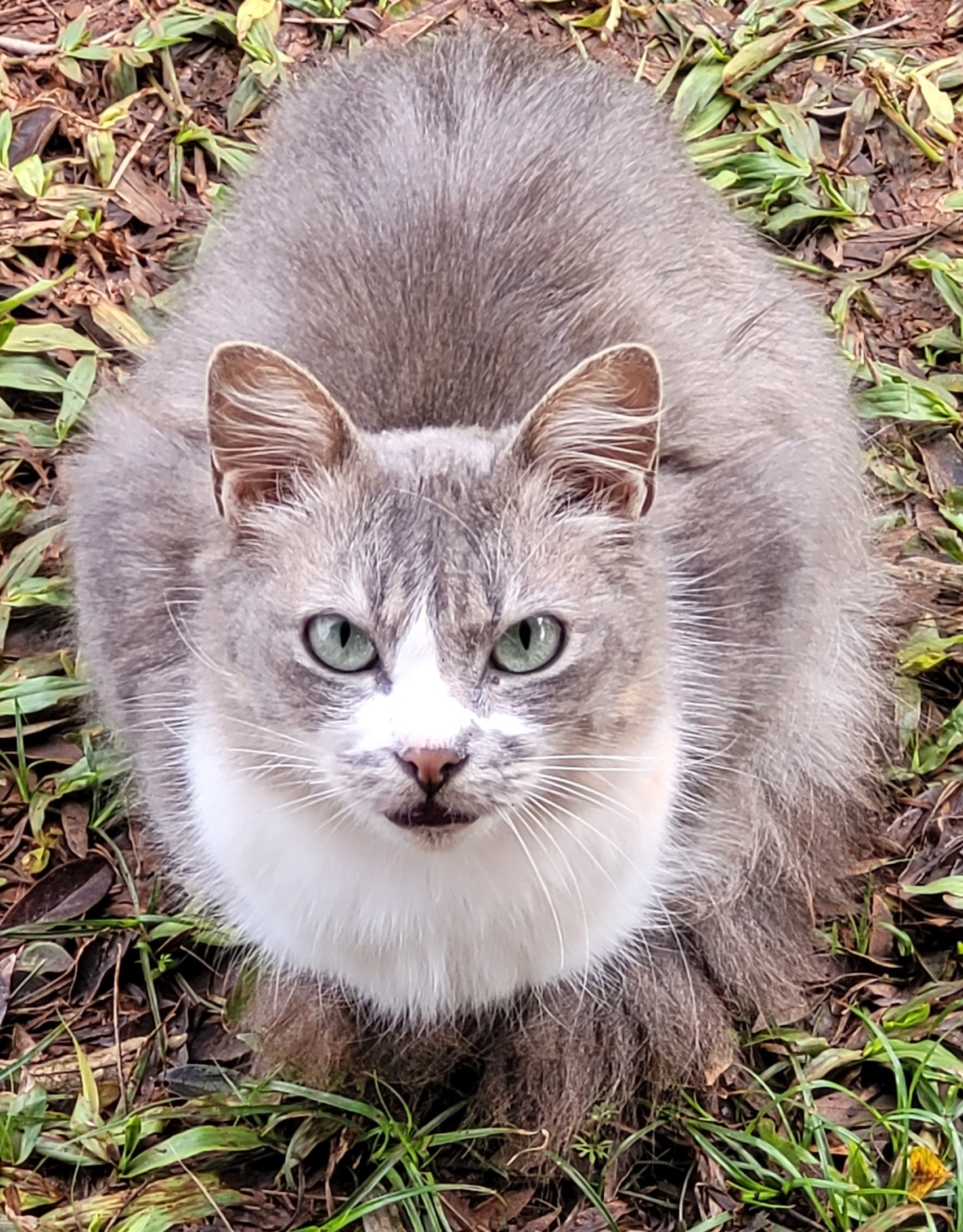
Día Internacional del Gato.

- Día Internacional del Gato.[78]
Establecido desde el 2002 por el Fondo Internacional para el Bienestar Animal.

- Día Internacional del Oso Lunar. También conocido como Oso Negro Asiático.[79]
(en inglés: International Moon Bear Day).

Salud
- Día Internacional del Orgasmo Femenino.[80]
Con el objetivo de visibilizar la sexualidad femenina, romper tabúes y promover el derecho de las mujeres al placer. La fecha surgió en Brasil en 2006, cuando un concejal propuso dedicar un día al orgasmo femenino como forma de reivindicar la salud sexual y el bienestar de las mujeres. Desde entonces, se ha expandido a otros países como una jornada de reflexión, educación sexual y empoderamiento femenino.

- Día de la Encefalomielitis Miálgica Severa (EMS).
También conocida como Síndrome de Fatiga Crónica (SFC).

Misceláneas
- Día del Infinito.[81]
Se celebra cada año el octavo día del octavo mes (8 de agosto), inspirado en el símbolo (∞) que representa lo eterno y sin límites. Fundado en 1987 por Jean-Pierre Ady Fenyo, promueve el pensamiento libre, la filosofía, la ciencia y el arte. Es una jornada para reflexionar sobre lo infinito en el universo, la mente y la creatividad humana.

 Por países
(Por orden alfabético)
- Argentina:
  - Día de la Natación Argentina.[82]
Es en reconocimiento al logro que obtuvo este mismo día, en los Juegos Olímpicos de Ámsterdam 1928, el nadador Argentino Alberto Zorrilla.
    -  Misiones: 
      - Día Provincial de la Mujer Chamamecera, en honor a la cantante misionera María Ofelia.[83]

- Estados Unidos: 
  - Día Nacional del Dólar.[84] 
Se conmemora el día en que el Congreso estableció el sistema monetario estadounidense en 1786 (hace 239 años).
(en inglés: National Dollar Day).

- Nicaragua: 
  - Día Nacional del Trabajador de la Salud.
Según la Ley N.º 657 aprobada en 2008. Es un día feriado para reconocer el trabajo de médicos, enfermeras, administrativos y personal de apoyo que dedican su vida al cuidado de la salud de la población.

- Paraguay: 
  - Día Nacional de la Medicina Estética.[85]
Homenaje al natalicio del Dr. César Manuel Sisa Acosta, un maestro con más de 60 años de experiencia en la medicina, académico emérito de la Academia de Medicina del Paraguay 2021.

- República de China: 
  - Día del Padre.

- Suecia: 
  - Día de la Reina.

- Tanzania: 
  - Nane Nane Day.
El Día de Nane Nane, el 8 de agosto, se celebra para reconocer la importante contribución de los agricultores a la economía nacional de Tanzania. Nane Nane significa "ocho ocho" en swahili, el idioma nacional de Tanzania (y de Tanganica y Zanzíbar, los dos países cuya unión creó la República Unida de Tanzania en 1964).

- Ucrania: 
  - Fuerzas Armadas de Ucrania: 
    - Día del Servicio de Transmisiones.
(en inglés: Signal Corps Day).

### Santoral católico

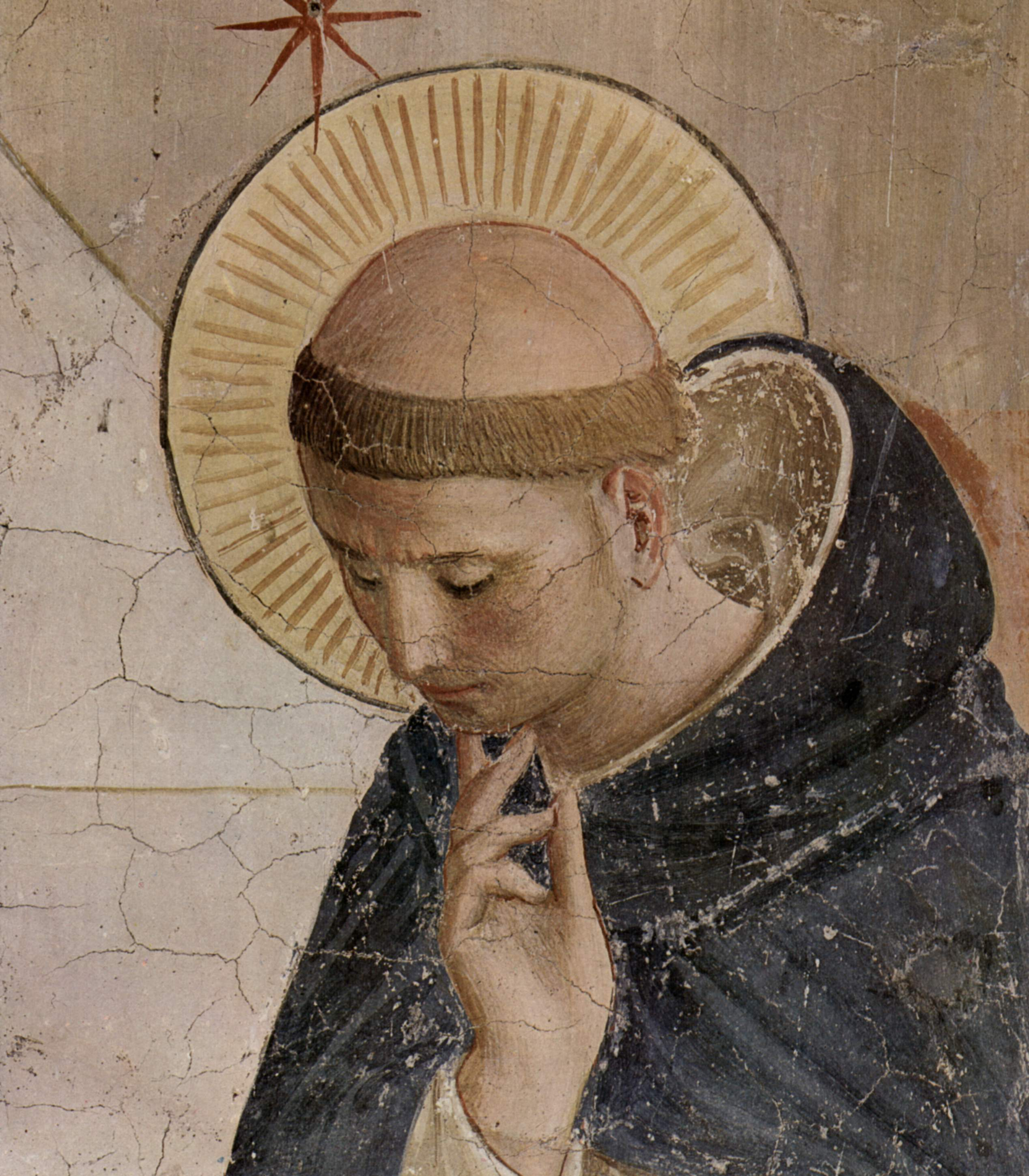
Santo Domingo de Guzmán por Fra Angélico.

Celebración del día: Santo Domingo de Guzmán, fundador de los Dominicos.
- San Altmano de Passau, obispo.
- San Emiliano de Cízico, obispo y confesor.[86]
- San Eusebio de Milán.[86]
- San Famiano de Galese.[86]
- San Marino de Anazarbe.[86]
- San Mummolo de Burdeos.[86]
- San Pablo Ke Tingzhu.[86]
- San Severo de Vienne.[86]
- Beato Antonio Silvestre Moya.[86]

 Por países
(Por orden alfabético)
- España:
  - Caleruega: festividad patronal en honor de santo Domingo de Guzmán.
  - Ibiza: festividad patronal en honor de san Ciriaco de Atalia (martirizado en el 303).